# Evropská kuchyně
Evropská kuchyně je souhrnné označení pro styly vaření, které jsou provozovány v zemích Evropy. I když se evropská kuchyně stát od státu liší, jsou zde věci, které mají všechny evropské kultury více méně totožné.

## Současná kuchyně

### Stolování
V Evropě je doma běžné, že všichni stolovníci jedí stejný pokrm. V restauracích si každý objednává jídlo podle své chuti. Pokrm je konzumován u stolu v soukromí domova a pohlaví i věkové skupiny se stravují pohromadě (naproti tomu je v asijských kulturách běžné konzumovat jídlo venku, na zemi a odděleně podle pohlaví či věku).
V celé Evropě je běžné používat příbor (jen některá jídla jako je například pizza jsou dovolena jíst rukama). Používá se lžíce, nůž a především vidlička (v mnoha oblastech světa se jí jenom lžící nebo tyčinkami; v USA si nejprve stolovníci maso nařežou nožem a pak používají pouze vidličku). Je zde také velmi rozšířené použití speciálních příborů, jako je rybí příbor, dezertní příbor a použití odpovídajících sklenic pro různé typy nápojů.
V Evropě je typické striktní oddělení jídel na slaná a sladká (na rozdíl od orientální kuchyně tyto chutě nejsou kombinovány). Jídlo je většinou servírováno na ruský způsob: nejdříve polévka, pak hlavní chod a na závěr sladký dezert. Tento způsob vytlačil styl francouzský, kdy jsou na stole přítomny všechny chody. Francouzský způsob je znám jako švédské stoly, bufety či rauty a používá se při stolování většího množství lidí.
V některých evropských zemích, kde žijí větší komunity přistěhovalců, se konzumují jejich národní jídla a často je jejich strava ovlivněna i jejich náboženstvím.

### Slaná jídla
Středobodem většiny jídel je maso, hlavní jídla se tak obvykle skládají z masa a přílohy. Maso bývá často podáváno jako kotleta či steak, nejčastěji se jí maso vepřové, kuřecí a hovězí; v přímořských oblastech také ryby a mořské plody. V jídlech se často vyskytují mléčné produkty (především z kravského mléka). Na rozdíl od zbytku světa se v Evropě ve velké míře konzumují sýry – tvrdé, zrající, plísňové či pařené. V Evropě se též ve velké míře konzumuje chléb. Bílý chléb byl historicky tradiční výsadou vyšších vrstev, dnes je naopak bílé pečivo hojně rozšířeno. Tmavý chléb, který byl dříve stravou chudých, nabývá na popularitě jako zdravější pokrm.
Z obilovin se nejvíce využívá pšenice, žito, ječmen a oves, rýže je oproti Asii konzumována méně. Kukuřice se v Evropě konzumuje zejména v Itálii a na Balkáně. Po objevení Ameriky se základní přílohou staly brambory a doplnily tak přílohy jako těstoviny, nudle, noky či knedlíky. Placky se v Evropě vyskytují zejména v oblastech s arabským vlivem (Itálie, Balkán), mezi typické evropské placky patří pizza nebo palačinky. Významná je i konzumace salátů. Součástí jídel bývají často omáčky.

### Sladká jídla
Sladká jídla jsou v Evropě oblíbená. Patří mezi ně sladké pečivo, dorty, cukroví, zmrzlina, buchty, koláče, záviny, nákypy či pudink.

### Příprava jídla
V Evropě se tradičně používalo nakládání jídla v soli, flambování či vaření s alkoholem. Později se objevilo kvašení (fermentace, např. kysané zelí či rychlokvaška), nakládání do octa, kompotování, uzení, smažení a grilování. Typické je také použití různých tuků, od vepřového sádla přes máslo až po olivový olej.

### Nápoje
Velmi rozšířená je také konzumace alkoholických nápojů – zejména piva, jehož mnohé druhy a styly vznikly právě v Evropě, v jižní Evropě převažuje konzumace vína a v severní a východní Evropě je běžná konzumace lihovin a destilátů (vodky a různých pálenek).

## Národní kuchyně

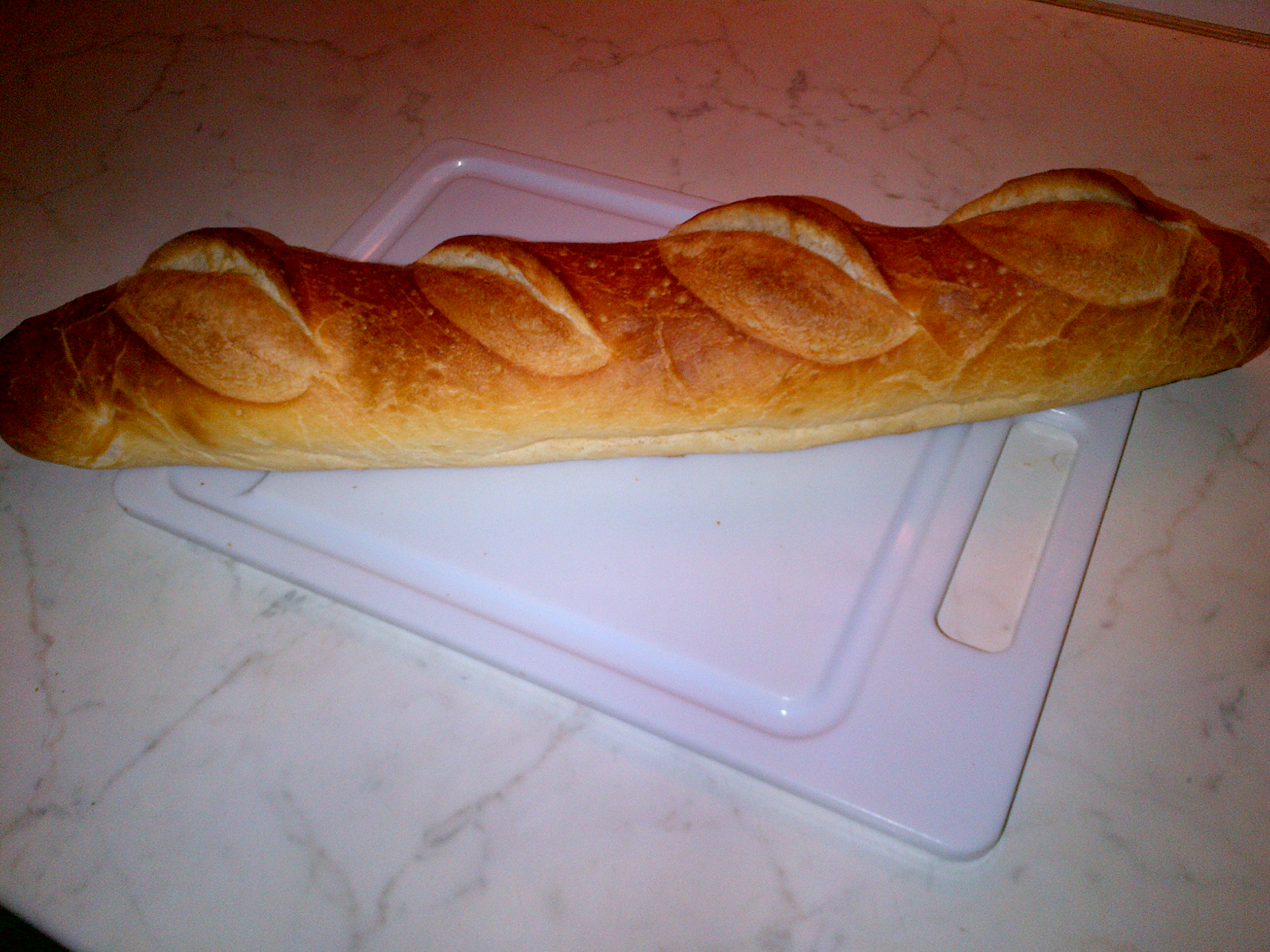
Bageta

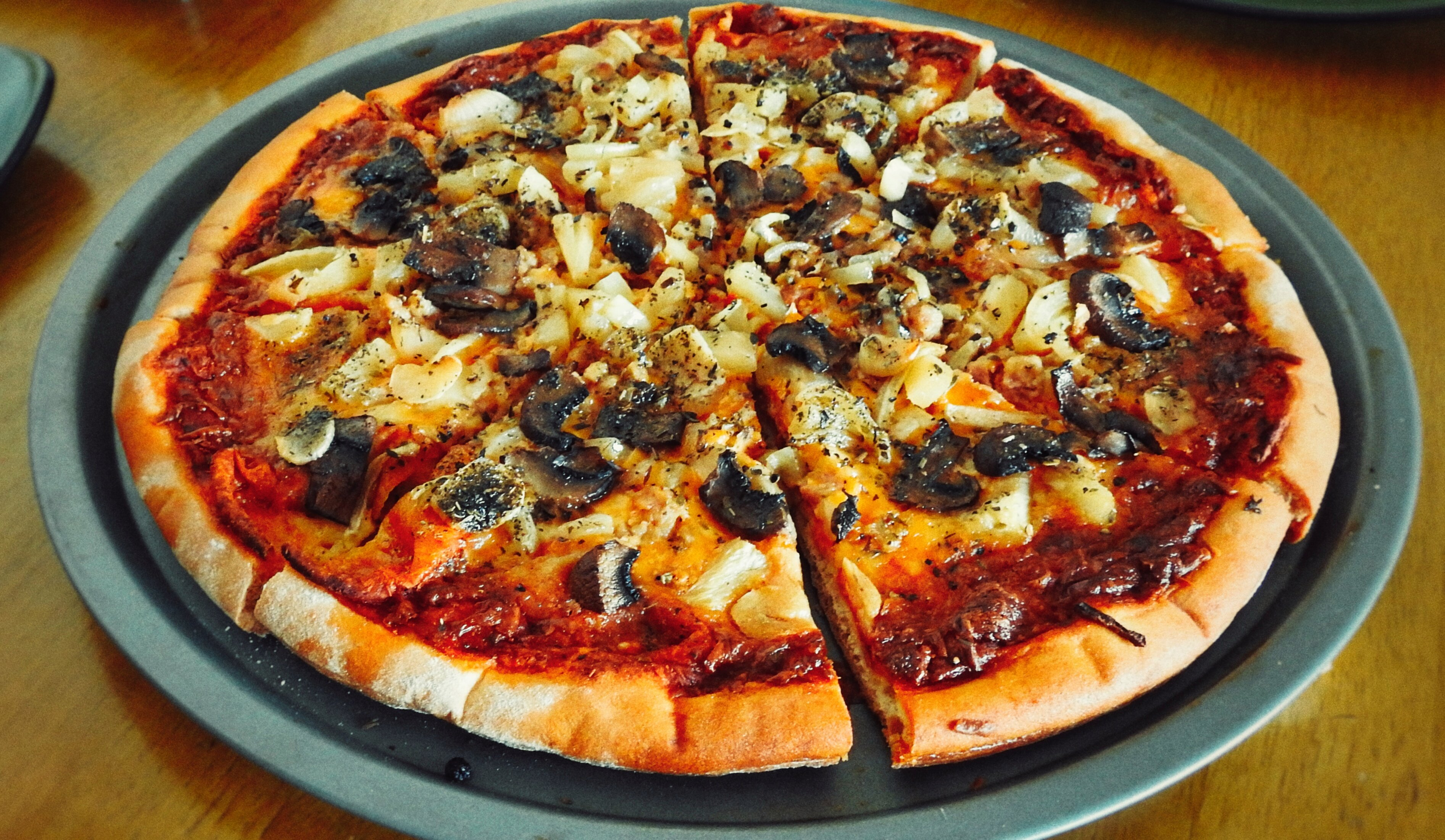
Pizza

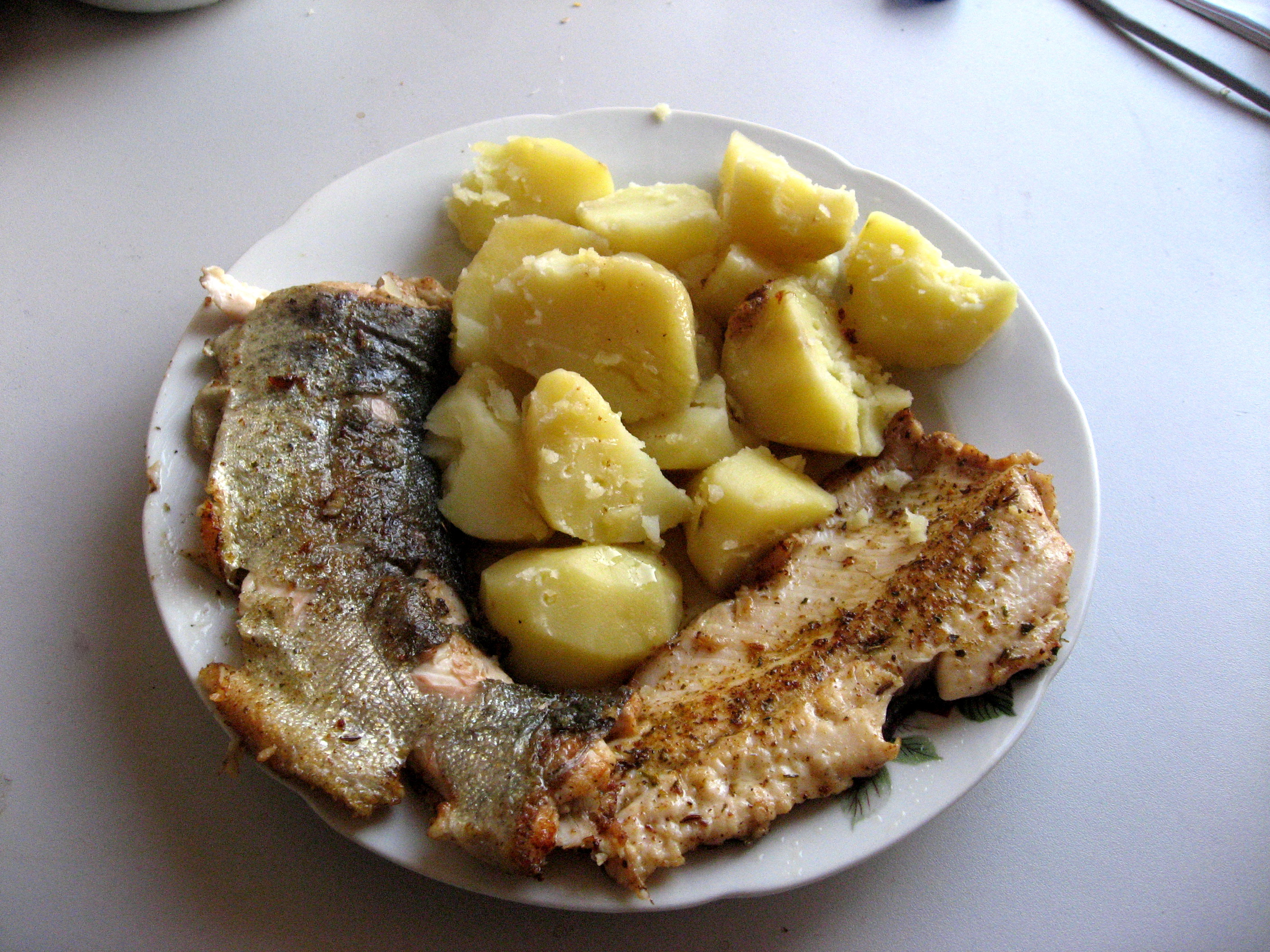
Pečená ryba

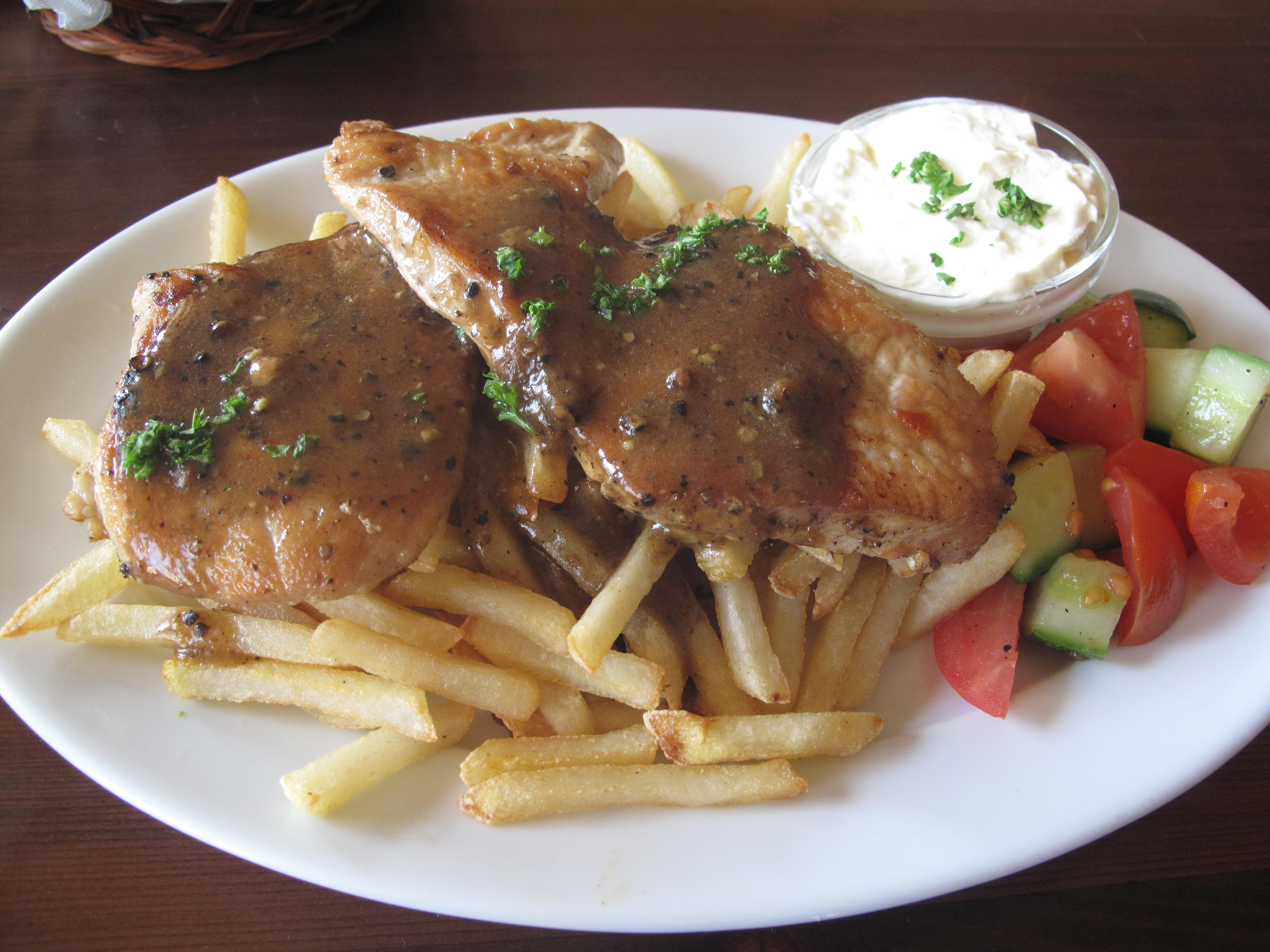
Vepřový steak

Na evropském kontinentu a k němu náležejících ostrovech se nachází 46 nezávislých států se svými národními kuchyněmi. Každá země a každý evropský region má svoji vlastní kuchyni, která se zakládá na kulturní tradici. Každá krajina má svoje specifika, někde převládá rybolov, někde ovocnářství a z typické geografické polohy se pak tvoří základ místní kuchyně. Každý kraj má své kulinářské přednosti a produkty, které se pak stávají oblíbenými i mimo tento kraj.

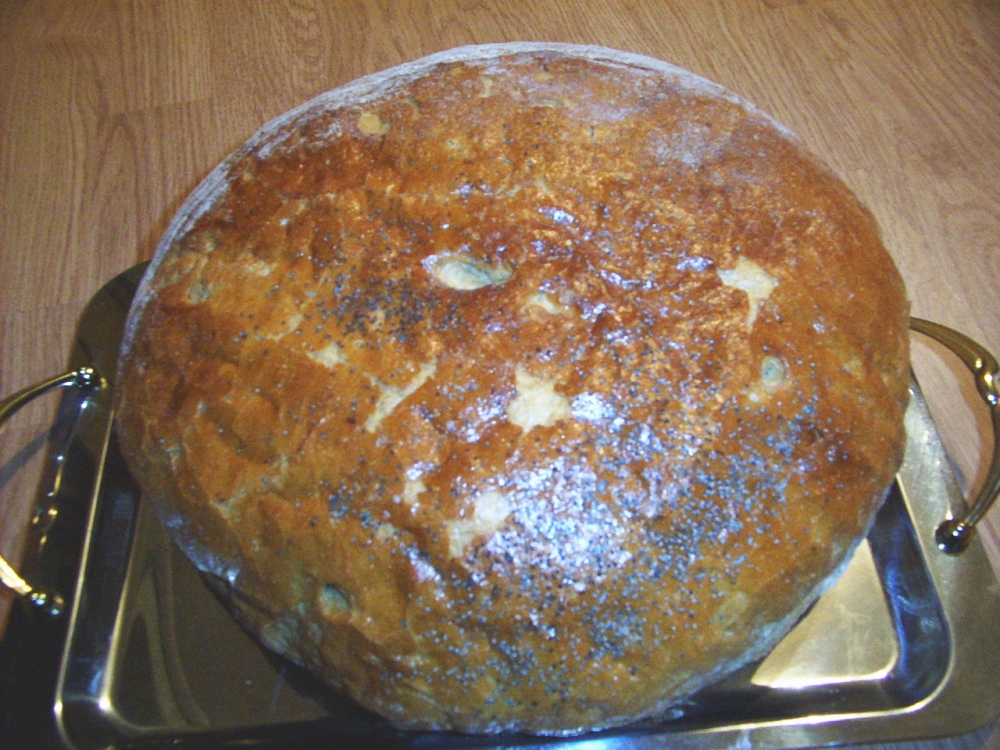
Chléb

- ChlébAlbánská kuchyně
- Andorrská kuchyně
- Belgická kuchyně
- Běloruská kuchyně
- Kuchyně Bosny a Hercegoviny
- Bulharská kuchyně
- Černohorská kuchyně
- Česká kuchyně
- Dánská kuchyně
- BagetaEstonská kuchyně
- Finská kuchyně
- Francouzská kuchyně
- Chorvatská kuchyně
- Irská kuchyně
- Islandská kuchyně
- Italská kuchyně

- Kazašská kuchyně
- Kosovská kuchyně
- Lichtenštejnská kuchyně
- PizzaLitevská kuchyně
- Lotyšská kuchyně
- Lucemburská kuchyně
- Maďarská kuchyně
- Maltská kuchyně
- Moldavská kuchyně
- Monacká kuchyně
- Pečená rybaNěmecká kuchyně
- Nizozemská kuchyně
- Norská kuchyně
- Polská kuchyně
- Portugalská kuchyně
- Rakouská kuchyně

- Rumunská kuchyně
- Ruská kuchyně (část)
- Řecká kuchyně
- Vepřový steakKuchyně San Marina
- Kuchyně Severní Makedonie
- Slovenská kuchyně
- Slovinská kuchyně
- Kuchyně Spojeného království
- Srbská kuchyně
- Španělská kuchyně
- Švédská kuchyně
- Švýcarská kuchyně
- Turecká kuchyně (část)
- Ukrajinská kuchyně
- Kuchyně Vatikánu

## Světová kuchyně
Evropská kuchyně progresivně ovlivnila celý svět, od Severní Ameriky až po Jižní Afriku, a to v důsledku kulturní výměny během mnoha staletí. Dnes se vlivy jednotlivých kuchyní mísí a už nejsou omezeny regionálně. Každý kuchař má svůj oblíbený styl a rychle se učí novým trendům. Dnes lze koupit nepřeberné množství exotických potravin a mnoho lidí hledá nové chuťové zážitky a cizokrajné pokrmy. Někdy se gastronomie omezuje na instantní, hotové či konzervované pokrmy, jako jsou různé salámy nebo mražené potraviny (tiramisu, pizza, rybí prsty), které stírají rysy jednotlivých regionálních kuchyní. Také rychlé občerstvení, které je všude na světě stejné, je stále oblíbenější.

## Historie

### Konec a nový začátek
S koncem pozdního starověku začíná také kulturní rozklad prostoru u Středozemního moře. Zatím co se západořímská tradice a s tím i jejich gastronomie uzavřela, východořímská a byzantská kuchyně se ještě mnoho století zachovala. Z antiky se k nám až do dnešní doby zachovala jména jako Apicius nebo Lukullus. Mnoho pečiva, ale také výroba nudlí a samotný původní tvar pizzy má počátek v antice. Řekové a později Římané obohatili evropský jídelníček o dovážené zboží, jako je koření, kuře, cukrová třtina, rýže, meruňky, třešně…
Výrazně přispěla také do evropské gastronomie Byzantská říše. Ta měla blízko k Itálii, jednak díky Benátkám a také, že byzantské ženy byly vždy „žádaným zbožím“ na vdávání. Ty si také někdy sebou do svého nového domova přinášely svoji družinu, ve které byl i kuchař. Byzantské říši také vděčíme za vidličku, část příboru pocházející právě odtud. Později měla byzantská tradice kromě toho s perskou a arabskou kuchyní tvořit základ turecké kuchyně.

### Středověk
Toto období přineslo pro velkou část obyvatelstva první změny životosprávy. Většina lidí se živila relativně prostými pokrmy. Především obilovinami (hlavně ve formě kaší) a také chlebem, jakož i luštěniny byly na denním jídelníčku. Ochucovaly se kořenovou zeleninou a bylinami, které si rolník sám vypěstoval. Konzumovala se také lesní zvěř, mléčné produkty; mléko a sýry a také vejce. V dobrých a úrodných dobách to bylo také maso (především z prasete, jehněte nebo kozy) a ryby; u nás byl oblíbený kapr a v soli sušená treska. Brambory a kukuřice byly zcela nové plodiny a jejich pěstovaní bylo podporováno mnoha evropskými monarchiemi. Ty jejich pěstování podporovaly hlavně kvůli jejich výživnosti pro hladovějící obyvatelstvo.

### Itálie, Španělsko, Francie
Dá se nadneseně říci, že italská kuchyně je matka všech západoevropských kuchyní. Obchodníci z Benátek a Florencie a jiných městských států dováželi exotické koření a potraviny, které si kupovali zámožní občané, římské duchovenstvo a také šlechta, aby pak mohli náležitě reprezentovat svůj společenský status právě těmito drahými věcmi, které se vyskytovaly v jejich kuchyních. Největší význam měla svatba Kateřiny Medicejské s francouzským králem Jindřichem II. Právě s jejím průvodem přišla italská kultura stolování do Francie. Marie Medicejská měla svatbu v roce 1600 s králem Jindřichem IV. V roce 1615 následuje svatba španělské princezny Anny Rakouské s Ludvíkem XIII. a ta mimo jiné přinesla na francouzský královský dvůr čokoládu.

### Nový svět
V roce 1492 byl objeven Kolumbem Nový svět a Kryštof Kolumbus přivezl do Španělska do té doby neznámé plodiny a potraviny, pro nás již obvyklé: kakao, vanilka, paprika (chilli), brambory, kukuřice, slunečnice, dýně, topinambur, rajčata, batáty (sladké brambory) a quinoa. Tyto potraviny si tak našly cestu do Evropy a později i do celého světa. Jakpak by asi vypadala asijská nebo východní kuchyně bez chilli, nebo africká bez kukuřice… V Evropě se mnohé z těchto plodin zabydlely jen v kuchyních španělské aristokracie. Vedle toho také Španělsko ovládalo tehdy trh s kořením. Již brzy se novinky z Nového světa začaly zabydlovat i v jiných evropských zemích, hlavně v Anglii, Nizozemí a Francii. Dále se dovážela indonéská rýže do Nizozemí, nebo kari do Anglie.
Evropská kuchyně byla tedy ovlivněna produkty hlavně z Ameriky, později Evropa tvoří základ americké kuchyně. Ze současného hlediska by se tento jev dal označit jako první stupeň globalizace místní gastronomie. V období absolutismu, pod vládou Ludvíka XIV. bylo v módě vše francouzské a tak ostatní země přijaly prvky francouzského stolování a gastronomie. V té době se pořádaly velkolepé bankety a hostiny a také byl nadšeně přijat do evropské kuchyně hrášek a ananas. K snídani se podávala horká čokoláda, nebo také první čaj nebo káva dovážená do Evropy.

### Novověk
V tomto období přispěl Napoleon gastronomii prvními konzervami, které byly určeny francouzské armádě. Dále byl objeven margarín, tedy náhrada másla a v roce 1804 vytvořil Apert první kondenzované mléko. Němec Justus von Liebig zase představuje svou tresť z masa, jakousi předchůdkyni všech instantních jídel. Začalo se také používat umělé hnojivo, jehož aplikace byla v zemědělské produkci revolučním činem. Ruští vojáci založili ve Francii první rychlé občerstvení – bistro. Mezitím se nově uspořádaná Evropa na Vídeňském kongresu shodla, že sýr Brie je král sýrů, a krátce na to přišla v Paříži na svět první bageta. Vědecko-technický pokrok a také průmyslová revoluce přinesly změny také v zemědělství a v produkci potravin. Chov zvířat byl zmodernizován. Byl určen rasový standard, což zvyšovalo výnos a efektivitu produkce.
Produkce cukru ze zpracované cukrové řepy vzrůstala a co bylo dříve luxusně sladké, mohli si dnes dovolit všichni. Větší část obyvatelstva se přesouvala do měst, do továren. Louis Pasteur také objevuje význam mikroorganismů, čímž dosáhl revolučních změn v potravinové produkci. Nové metody uchování potravin jako např. právě pasterizace umožňovaly delší trvanlivost a lepší skladování zásob. Ve městech vzniká také mnoho lahůdkářství, která nyní mají díky novým možnostem přepravy o mnoho bohatší sortiment (např. v době transsibiřské železnice bylo oblíbenou specialitou sibiřské máslo). Vedle toho vznikla „vysoká“ gastronomie klasické francouzské kuchyně, o kterou se zasloužil Auguste Escoffier, jenž dlouhá léta vedl kuchyně u Moulin Rouge a Ritzu v Paříži. Ten se také stal se vzorem pro generaci dalších kuchařů.

## Galerie

Západní a severní Evropa
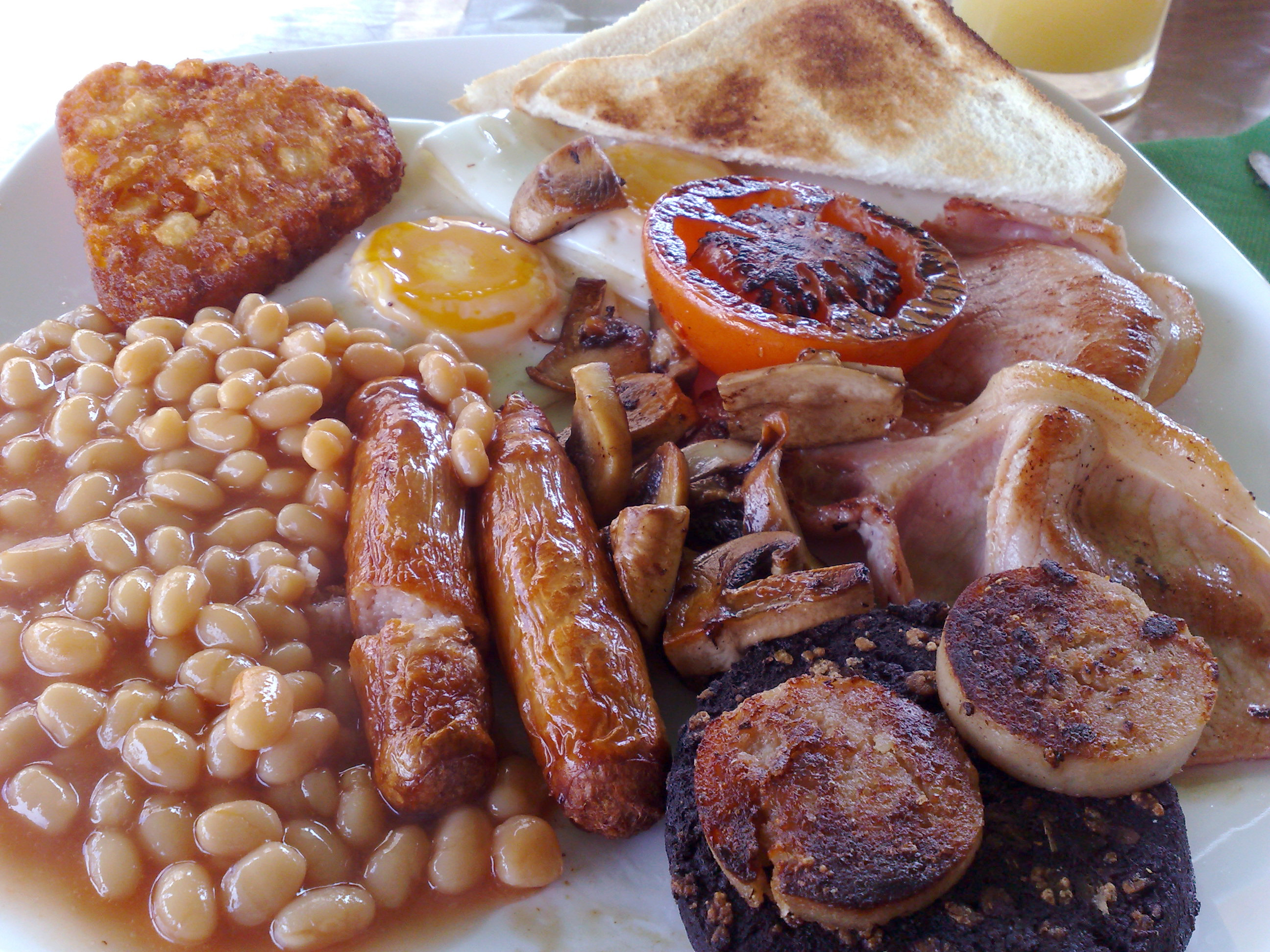
Full breakfast (Spojené království)
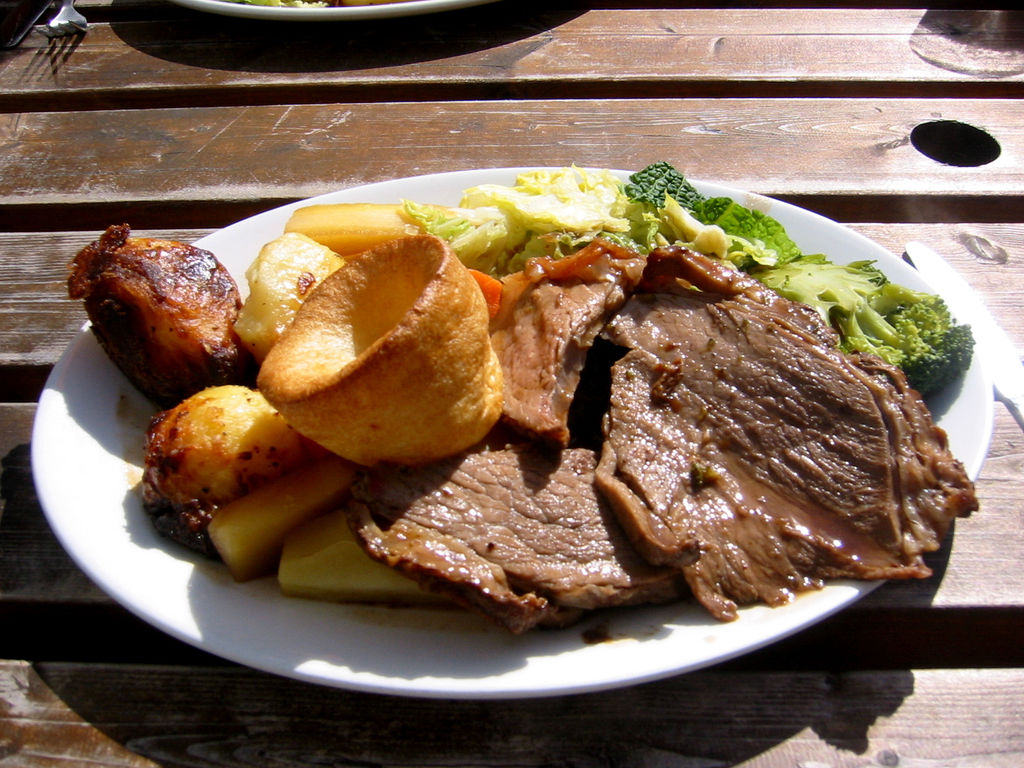
Sunday roast (Spojené království)
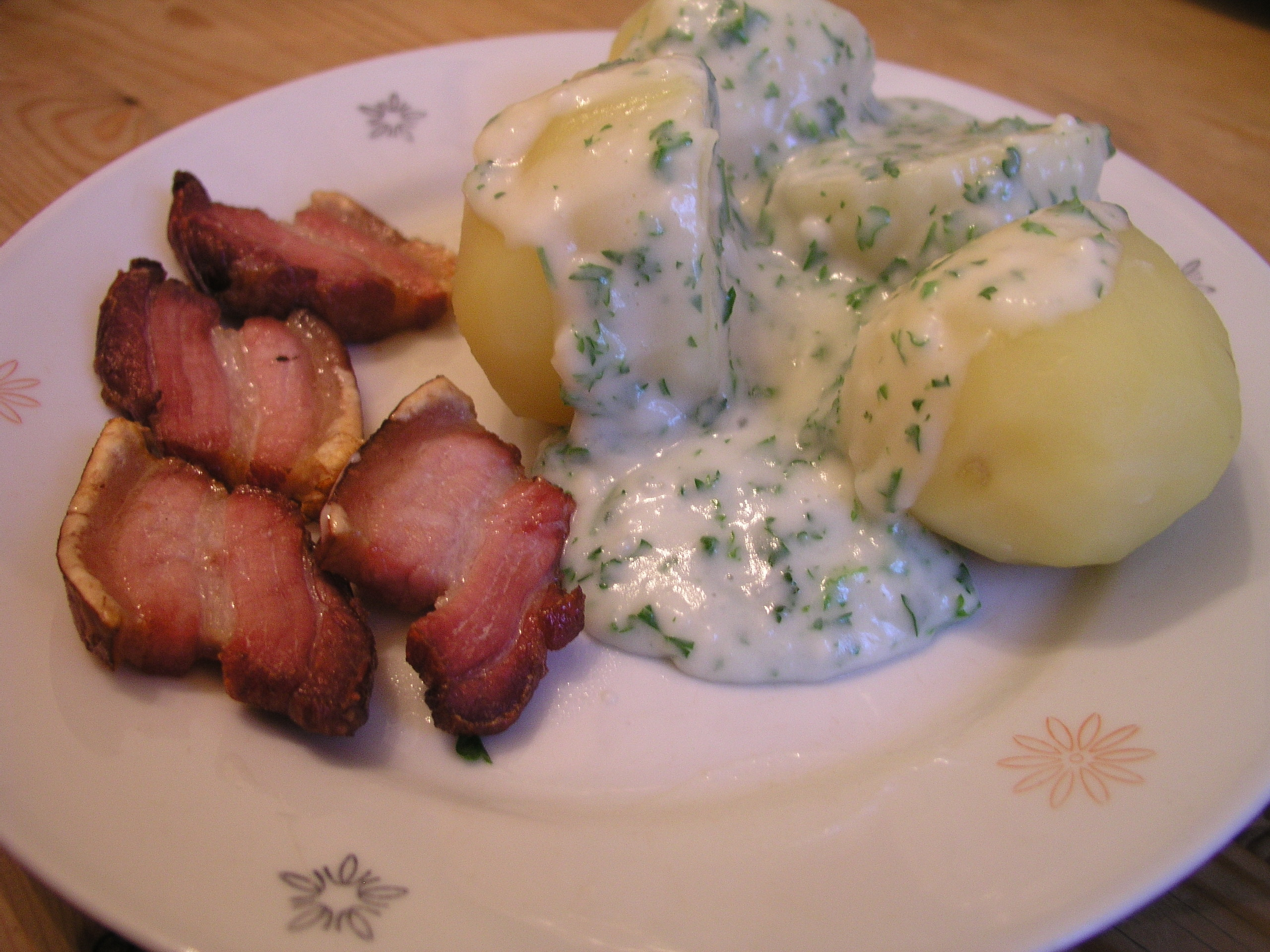
Stegt flæsk (Dánsko)
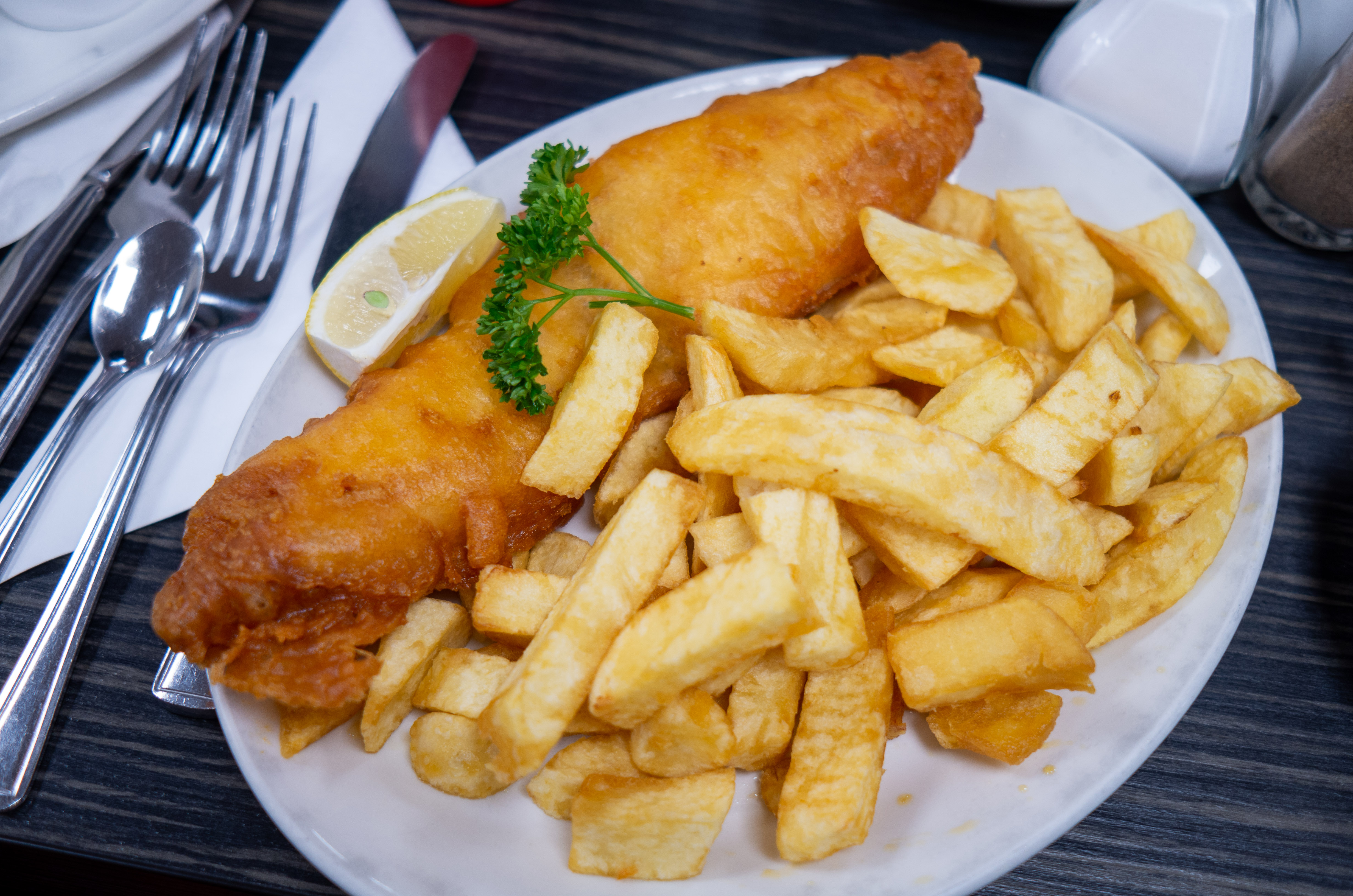
Fish and chips (Anglie)
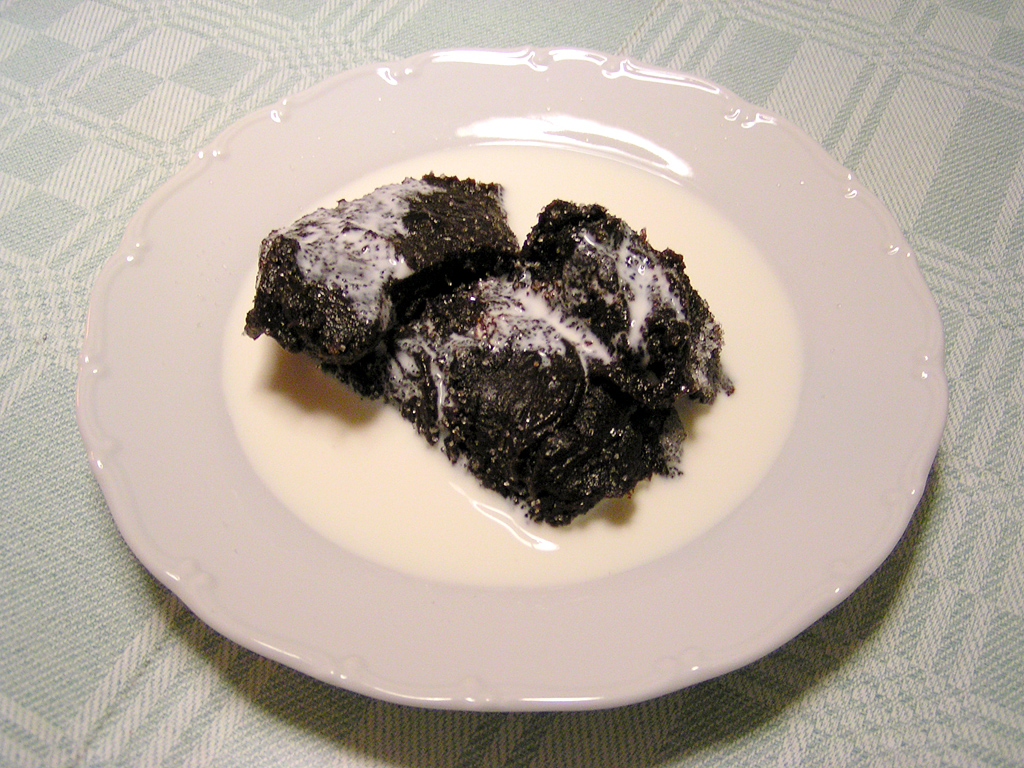
Mämmi (Finsko)
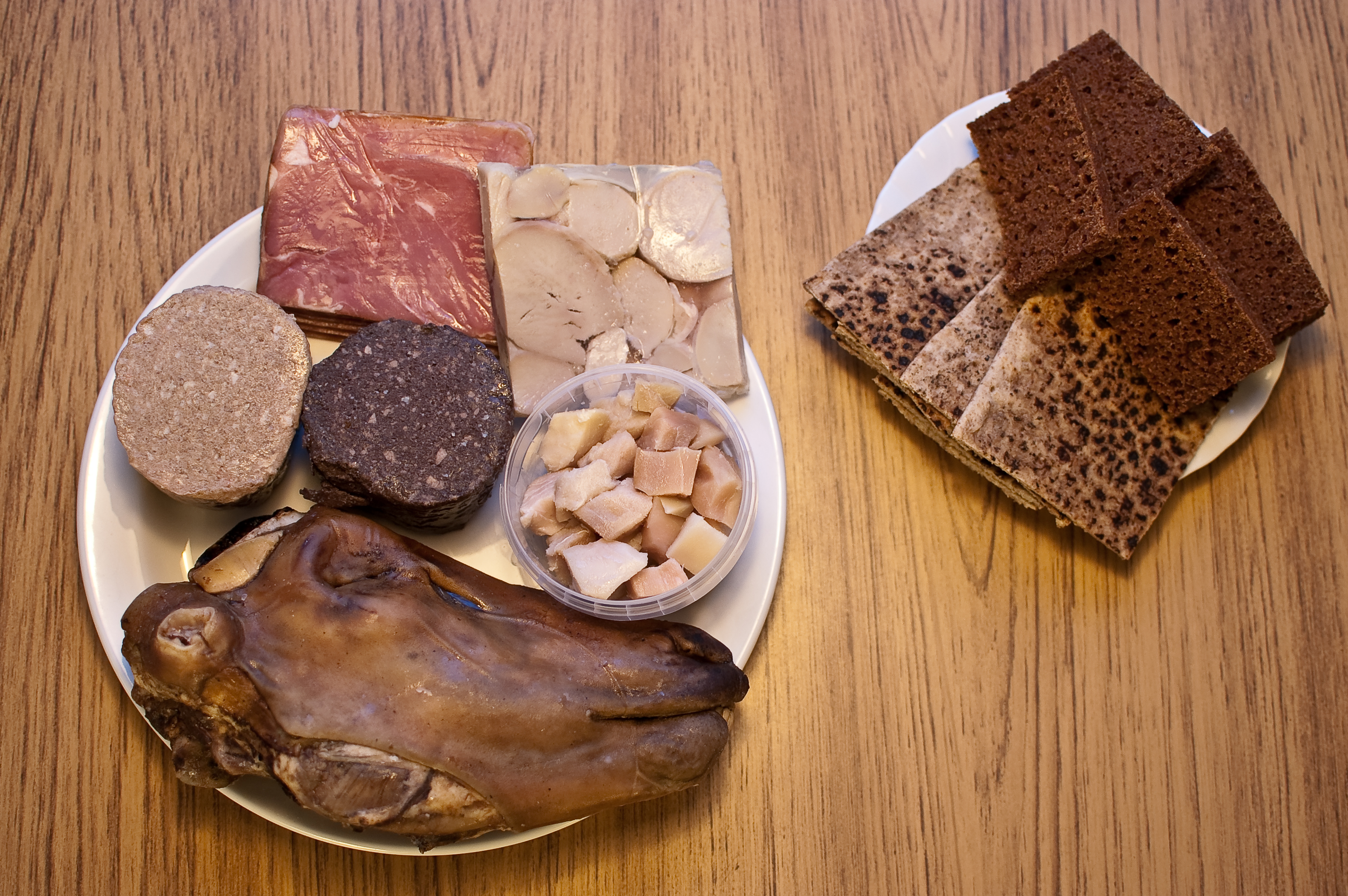
Þorramatur (Island)
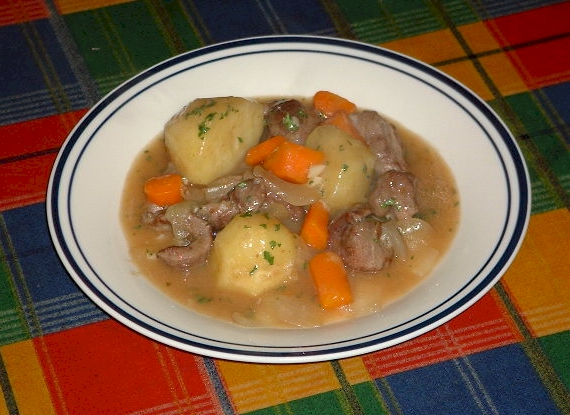
Irish stew (Irsko)
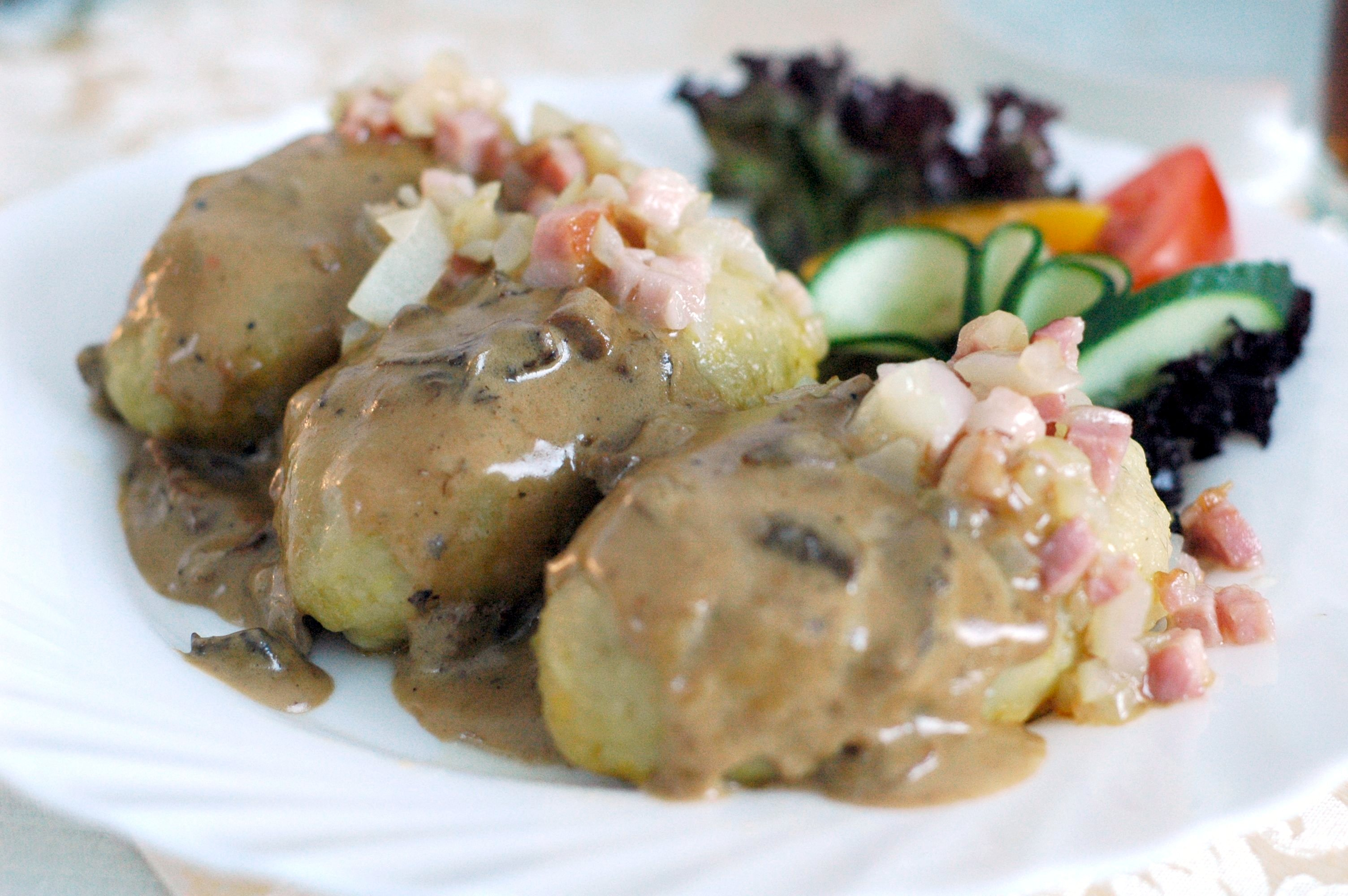
Cepelinai (Litva)
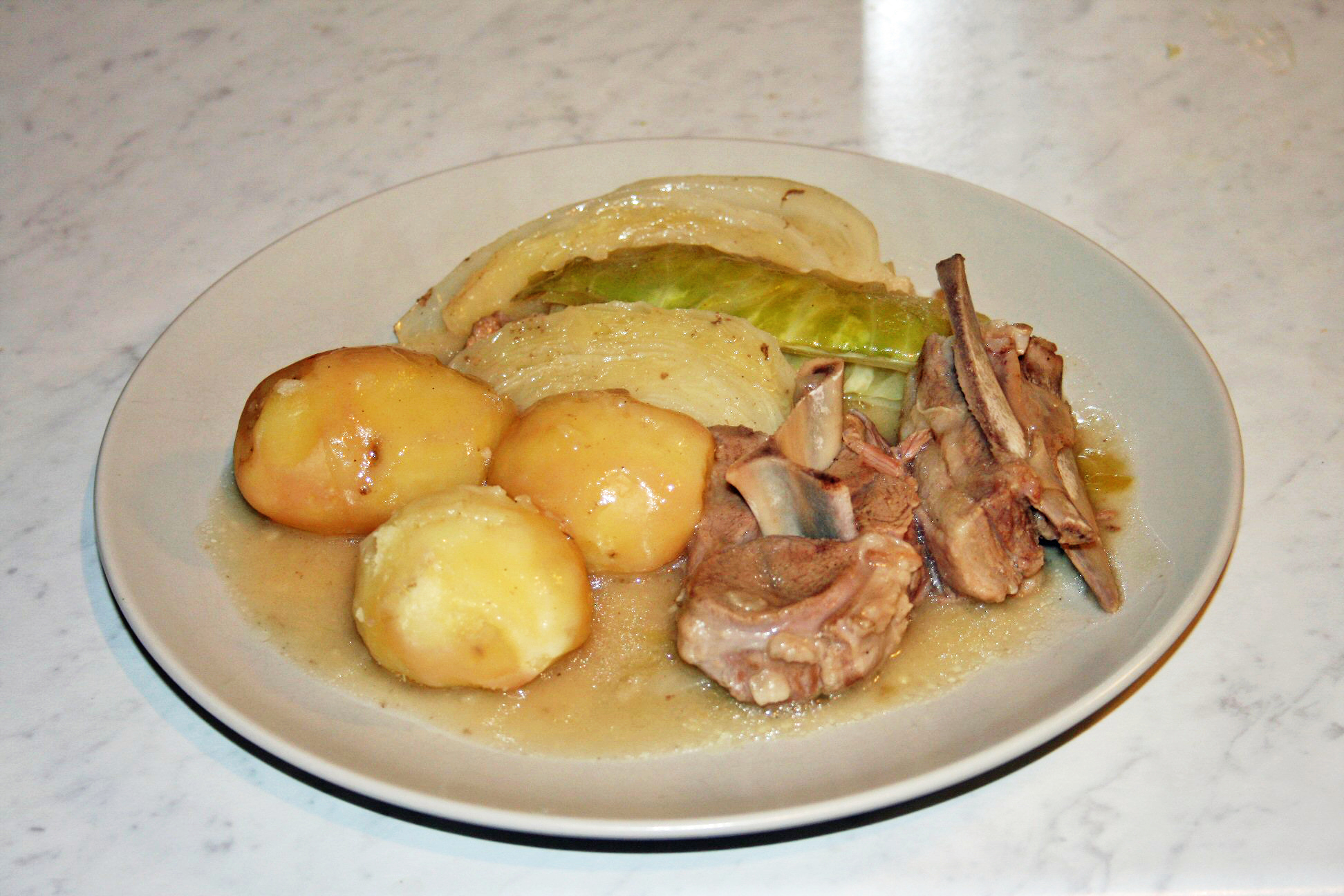
Fårikål (Norsko)
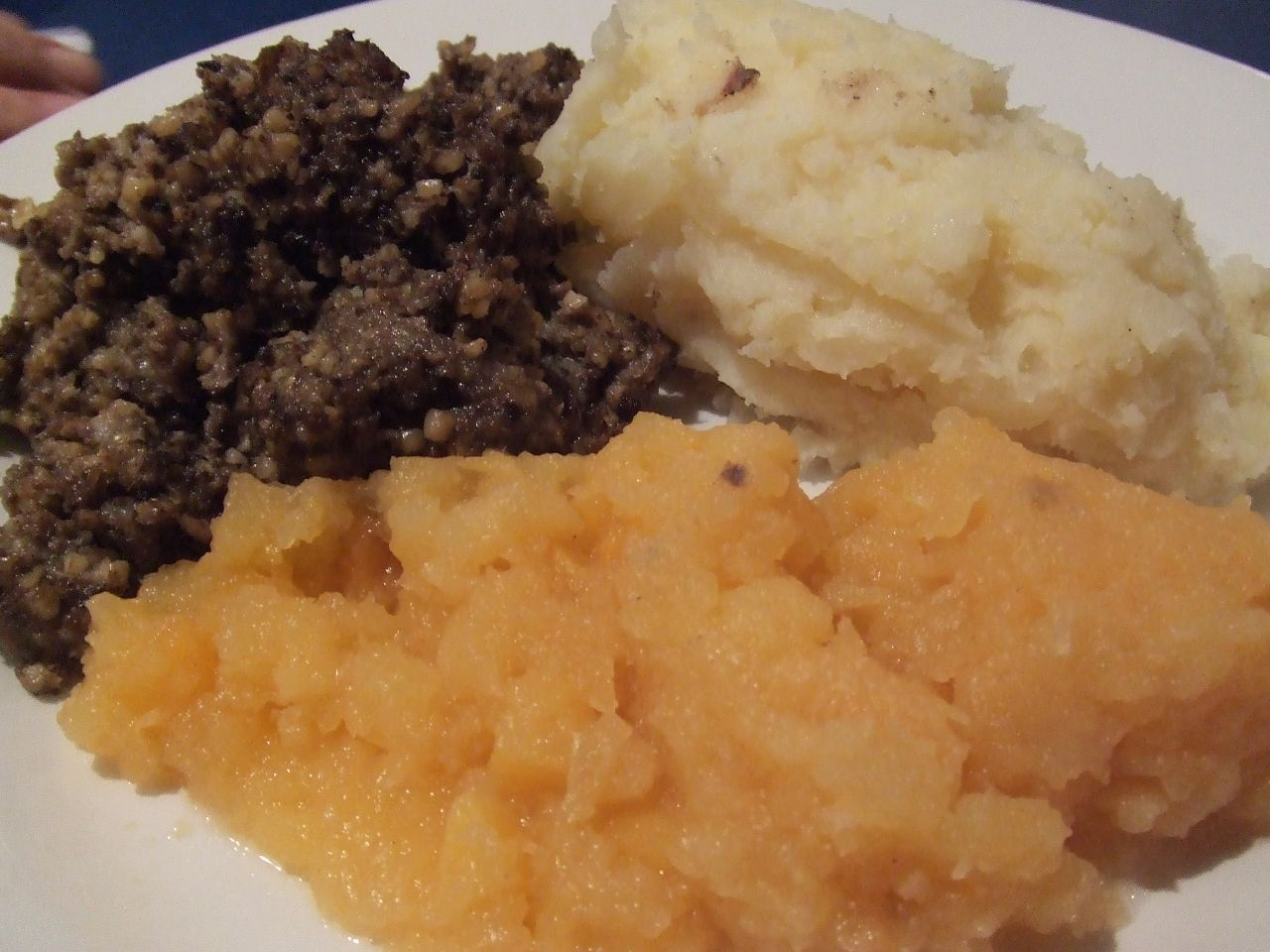
Haggis (Skotsko)
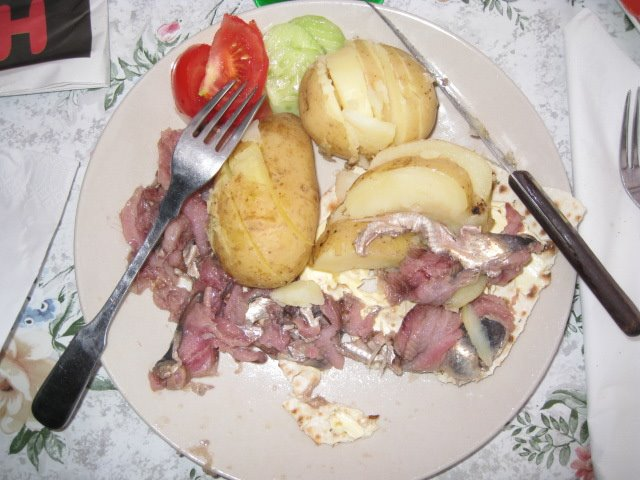
Surströmming (Švédsko)
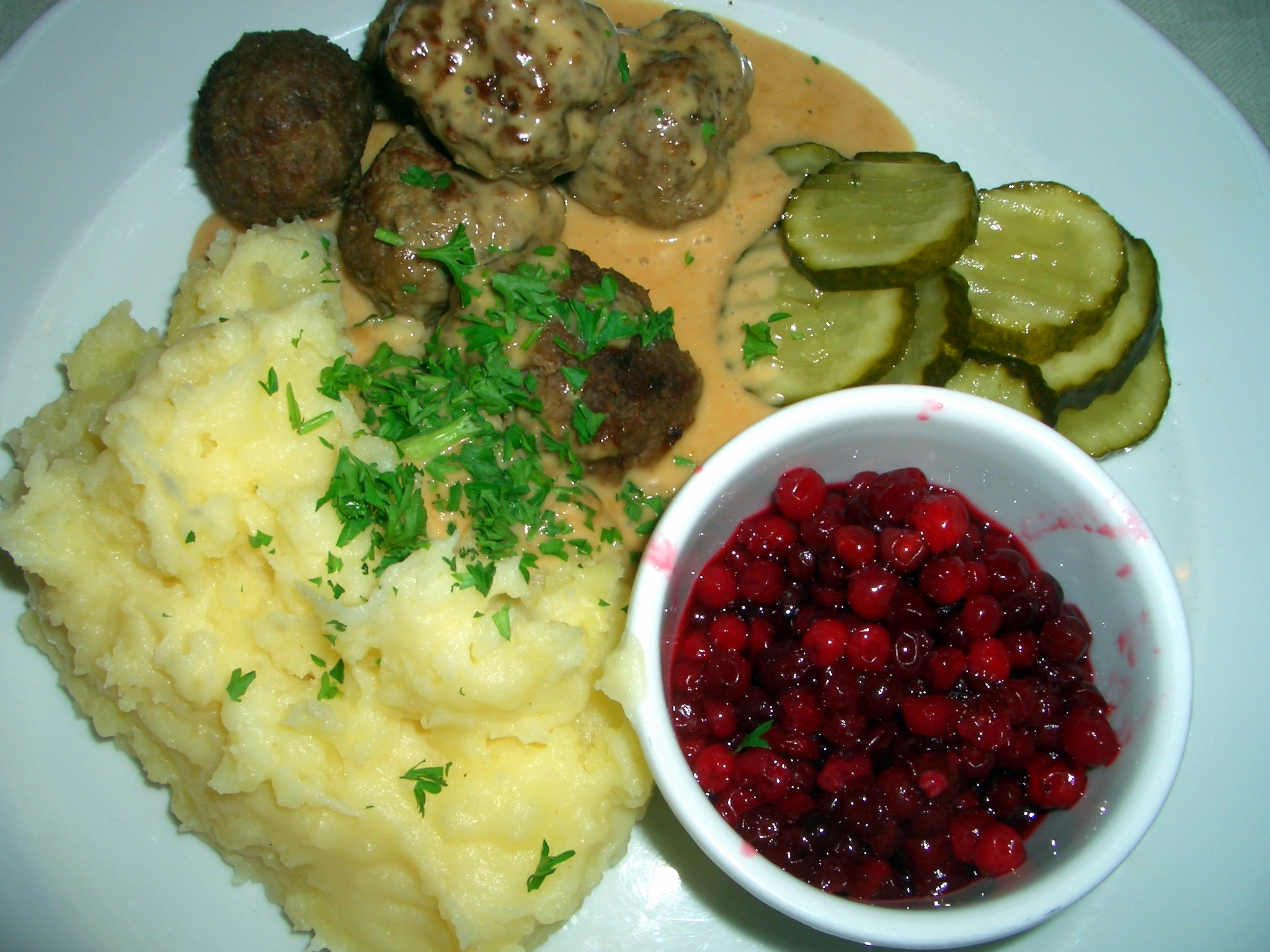
Masové koule köttbullar (Švédsko)
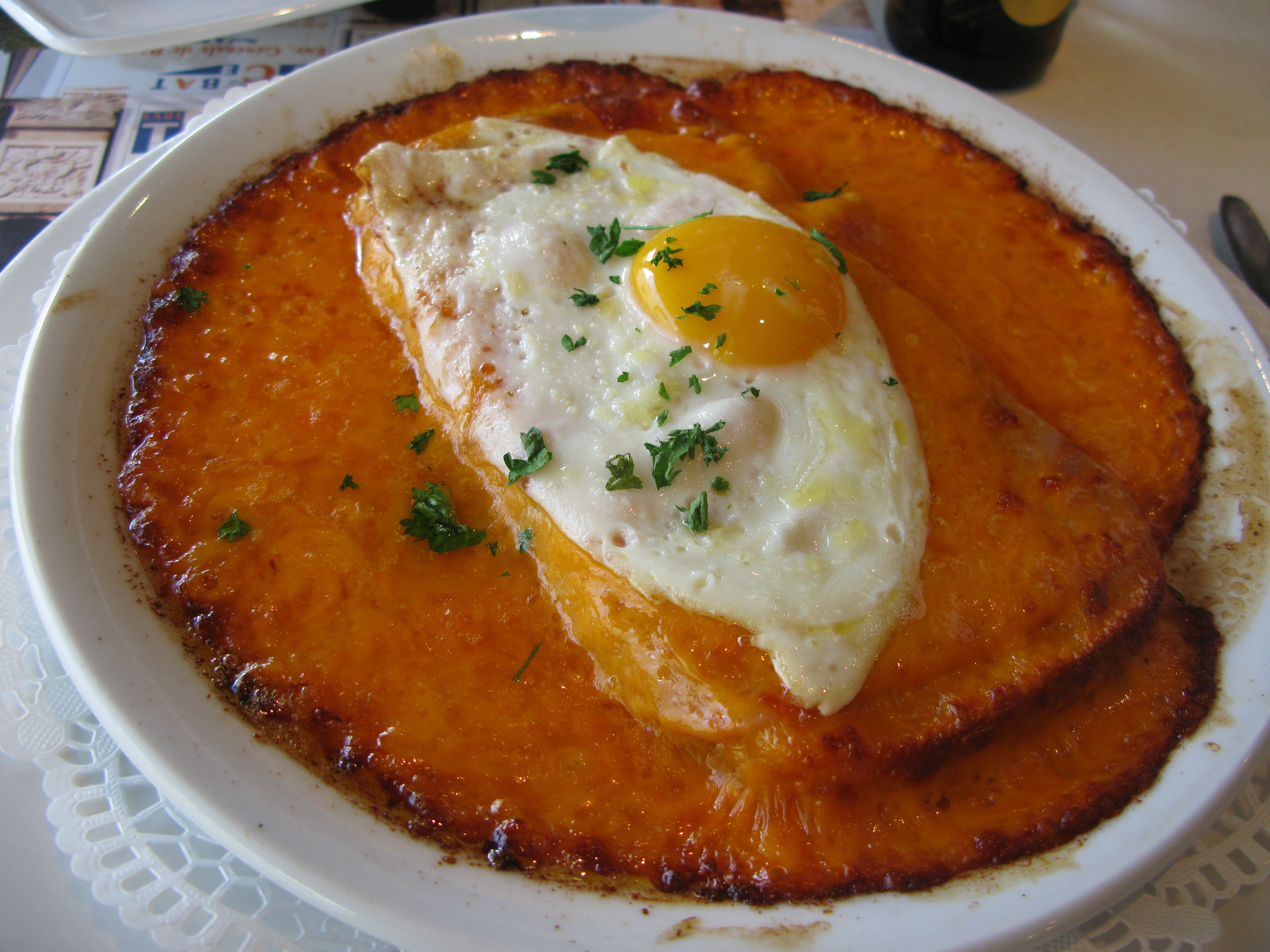
Velšský králík (Wales)
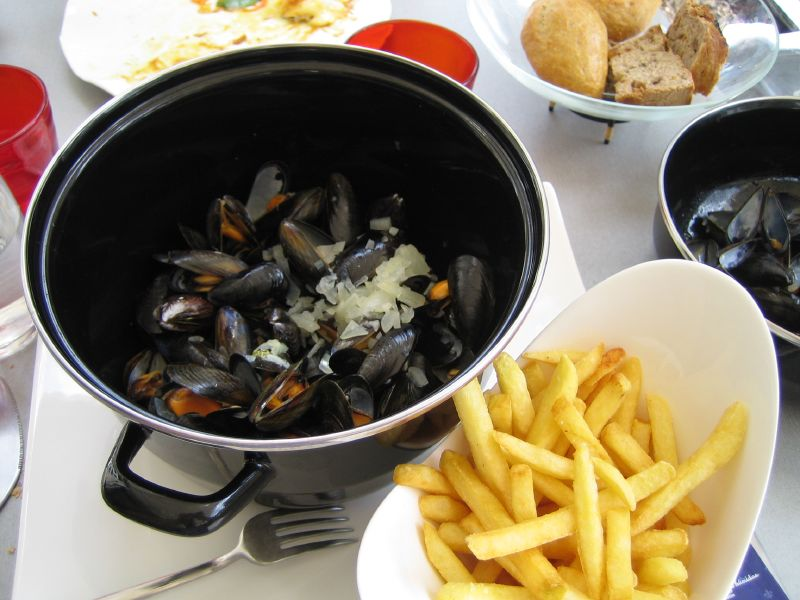
Moules frites (Belgie)
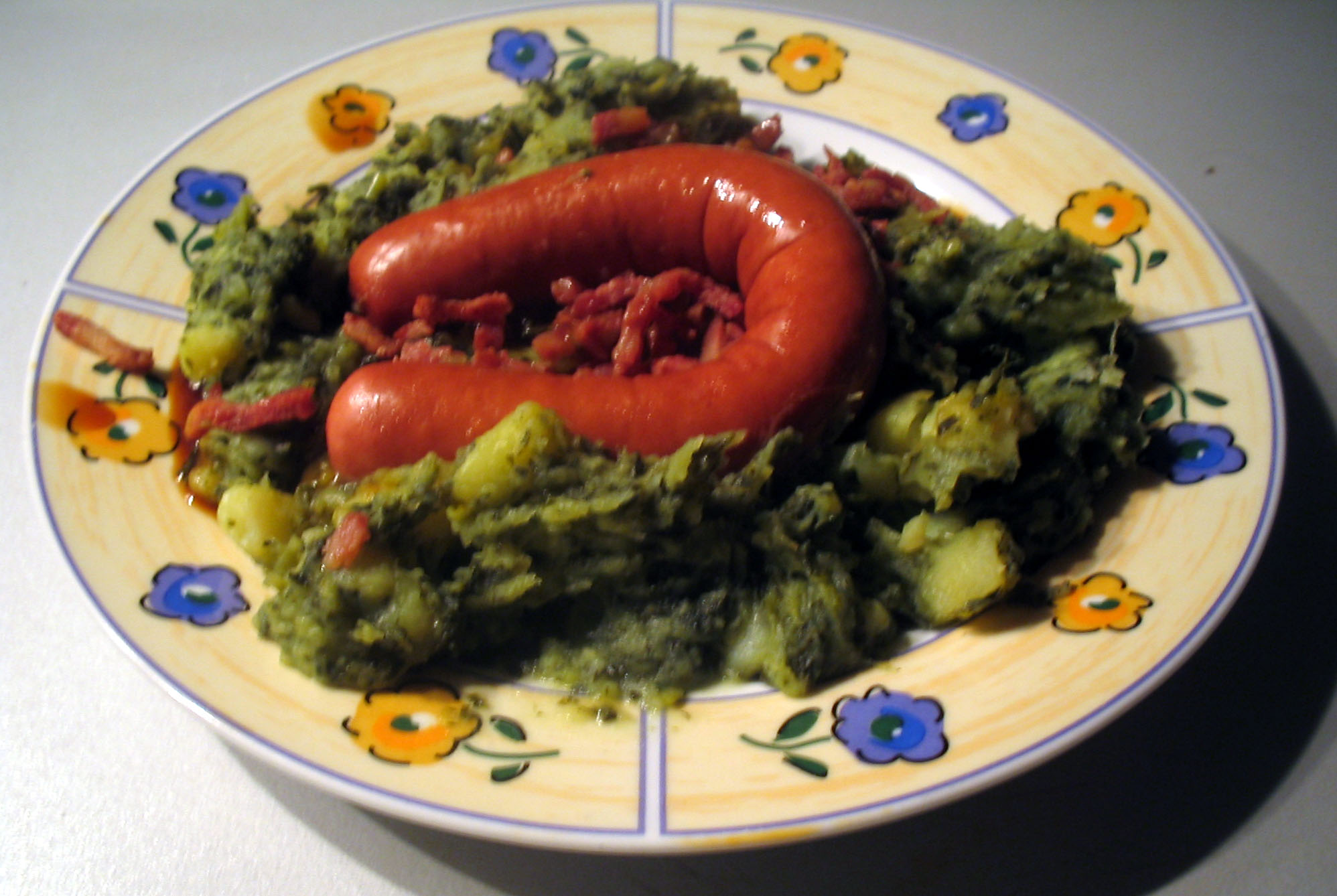
Stamppot s klobásou (Nizozemsko)
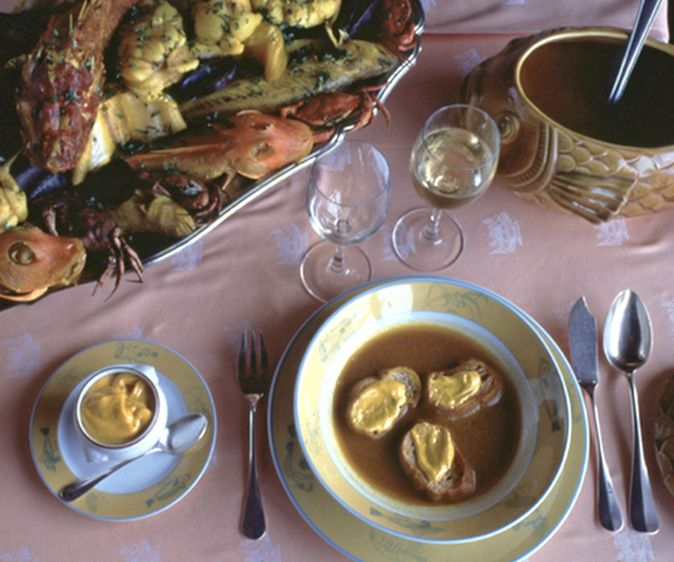
Bouillabaisse (Francie)
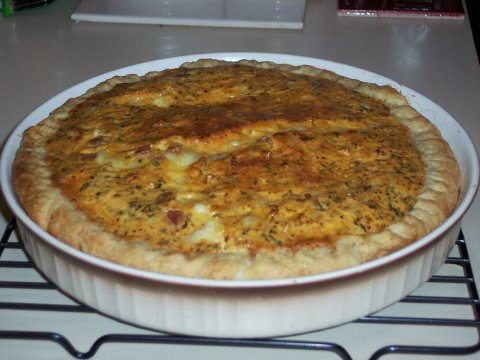
Quiche (Francie)

Střední a východní Evropa
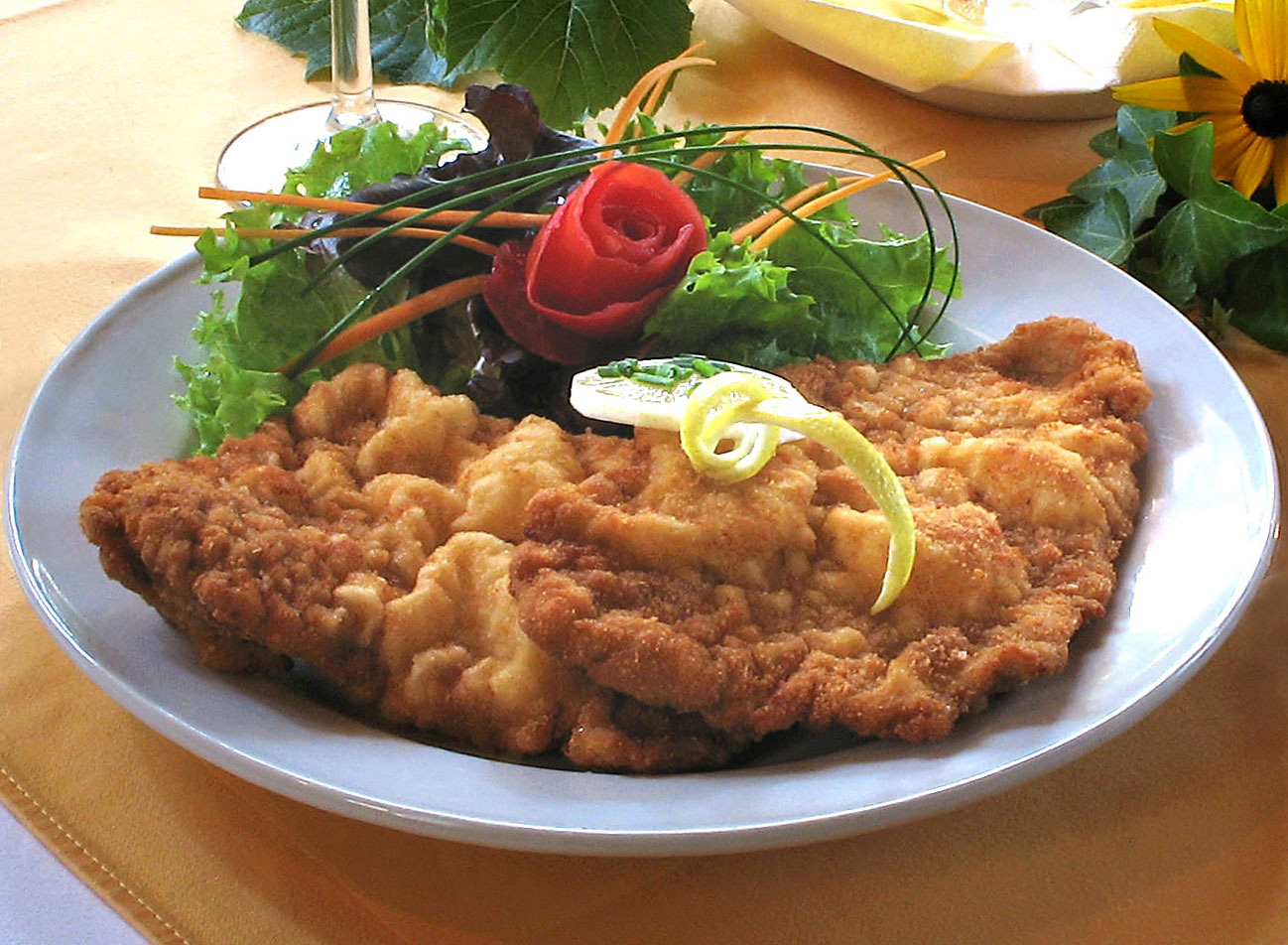
Vídeňský řízek (Rakousko)
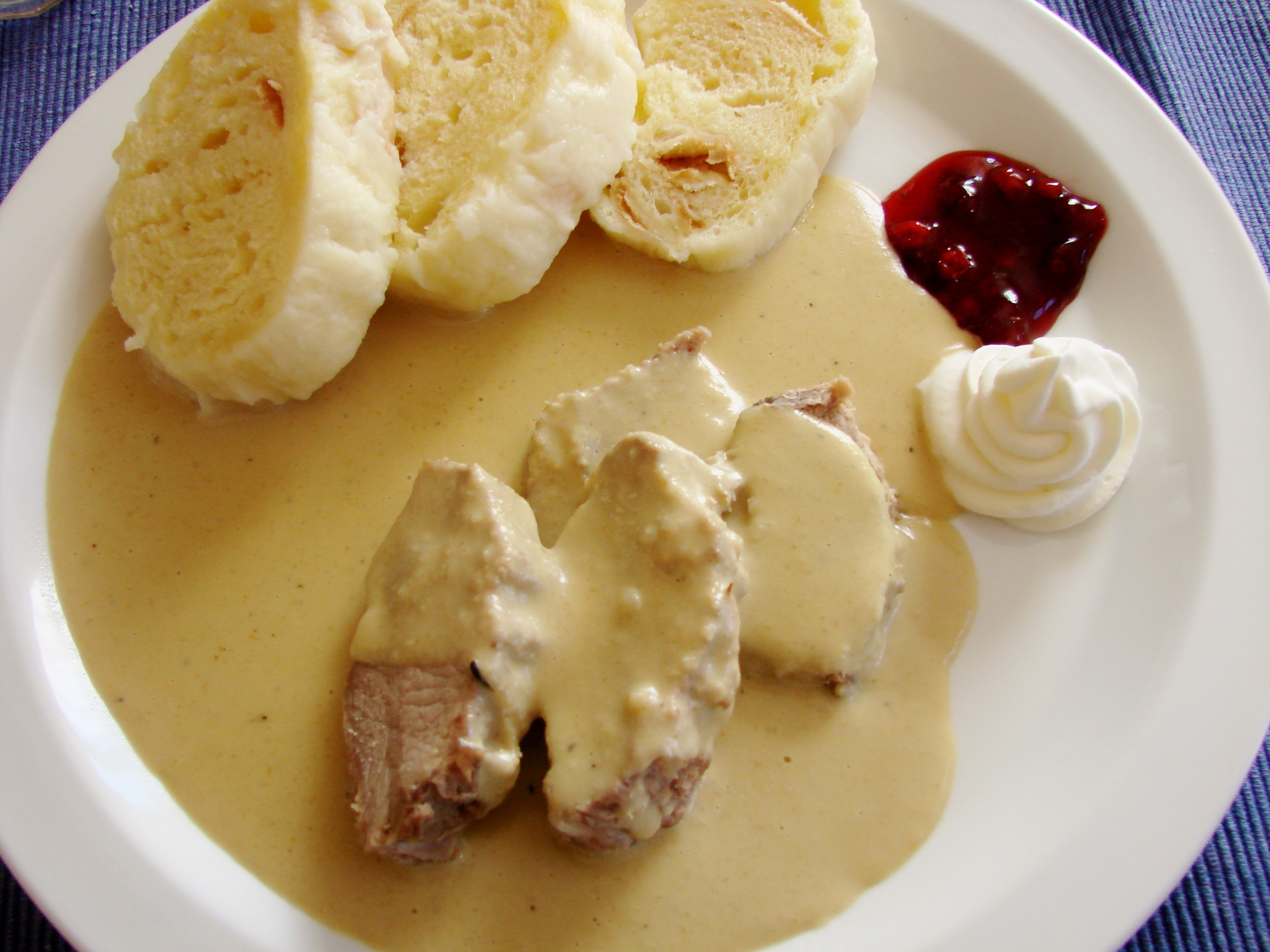
Svíčková na smetaně (Česko)
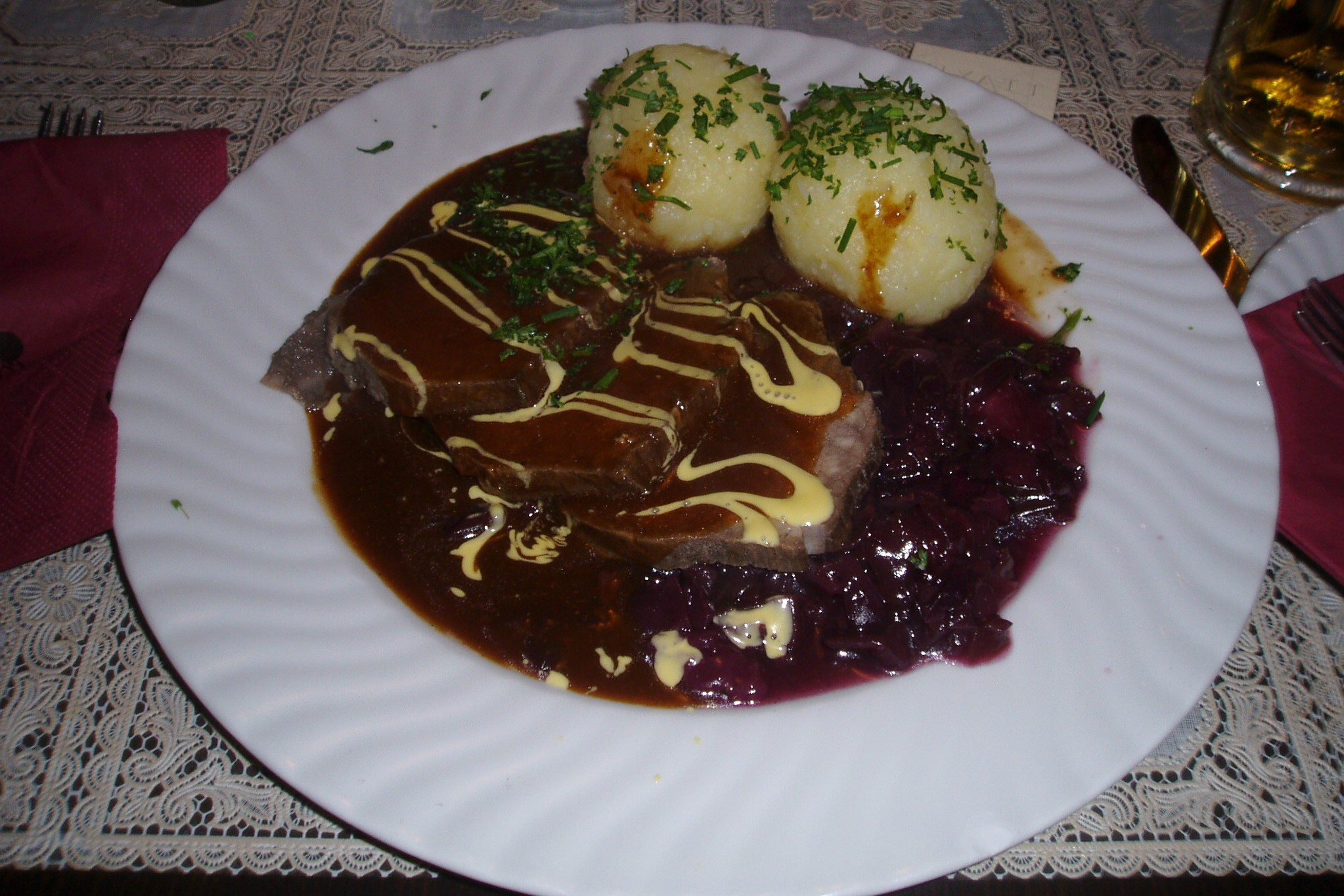
Sauerbraten s chlupatými knedlíky (Německo)
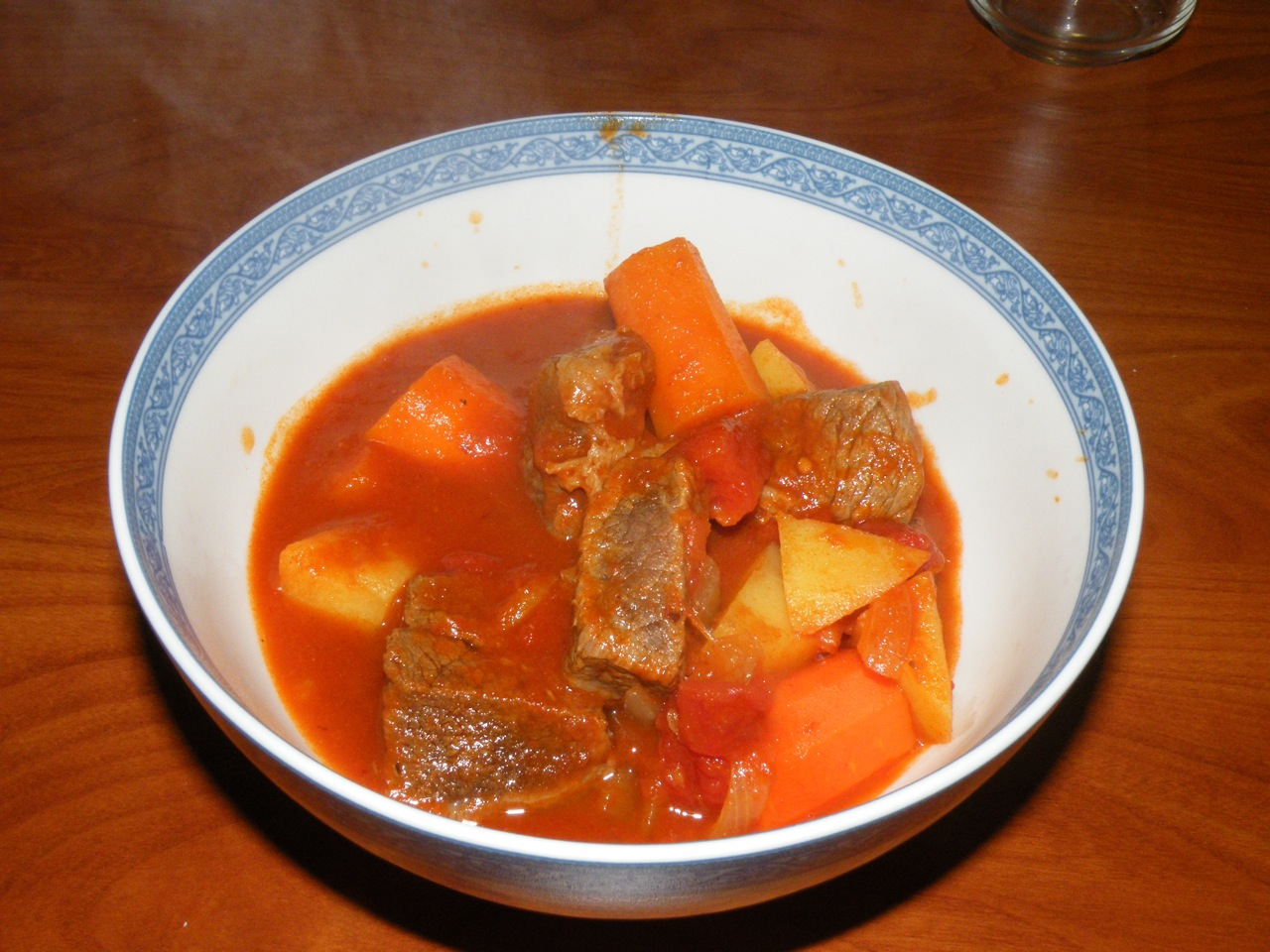
Guláš (Maďarsko)
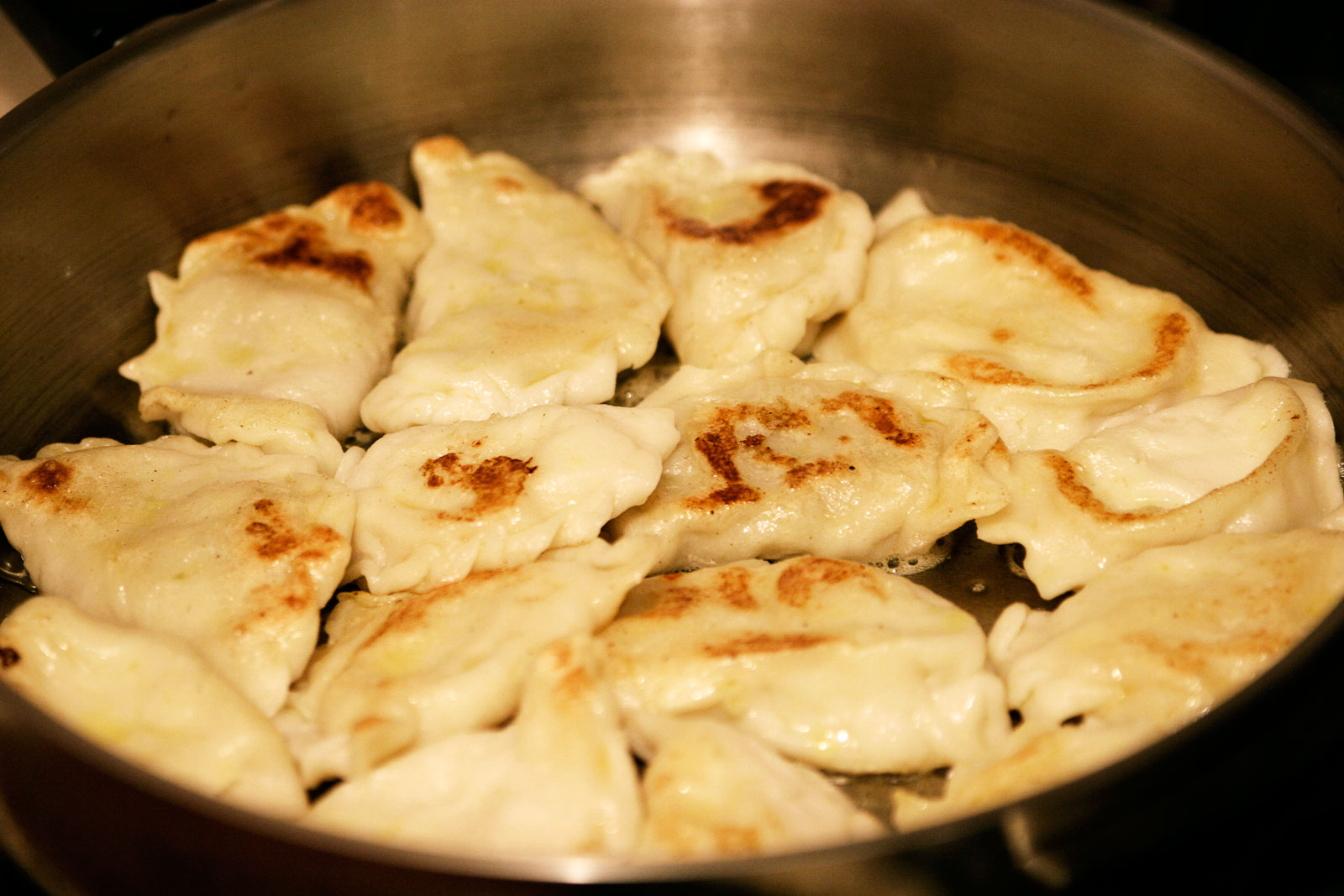
Pirohy (Polsko)
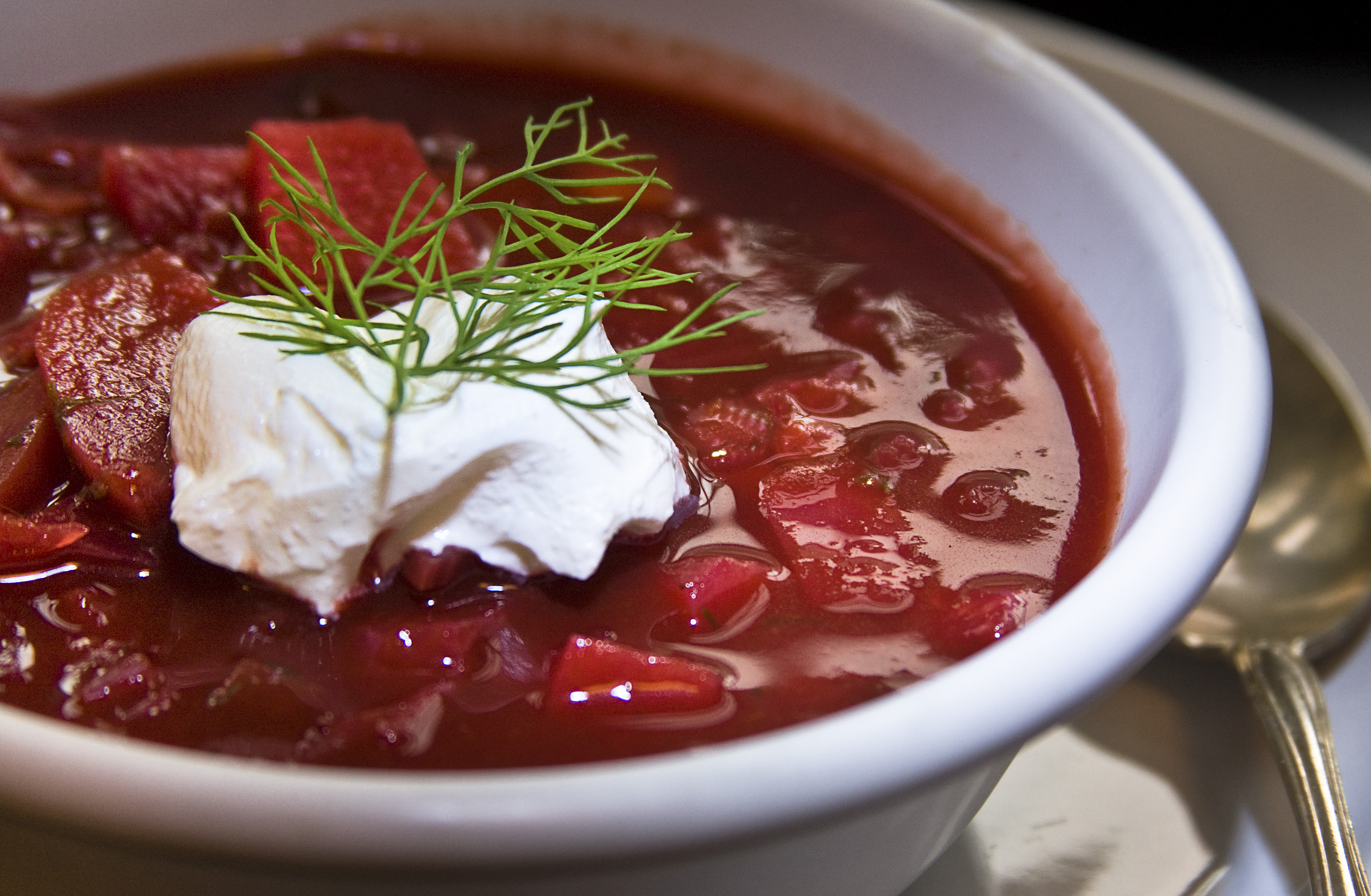
Boršč (Rusko, Ukrajina)
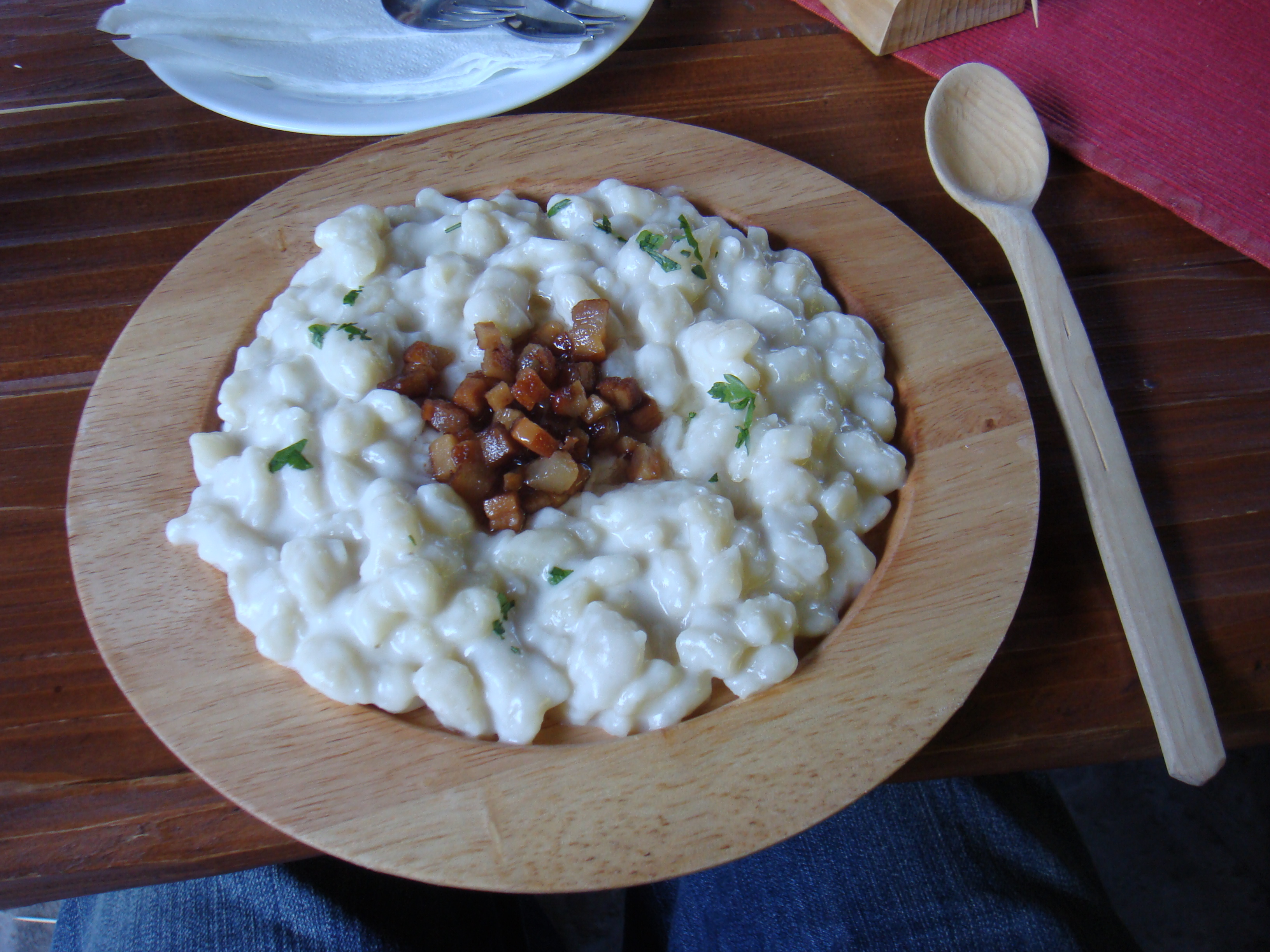
Bryndzové halušky (Slovensko)
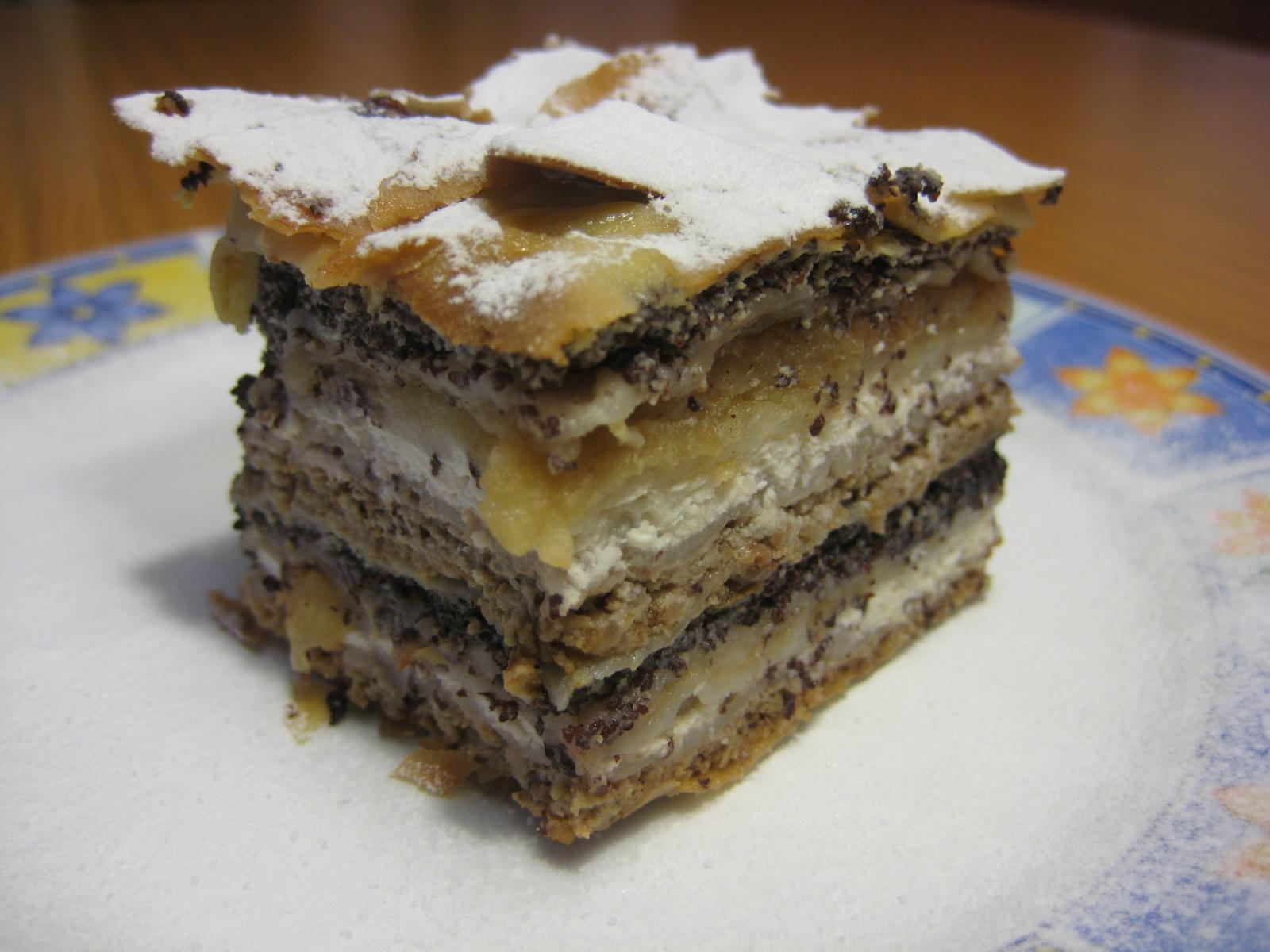
Prekmurska gibanica (Slovinsko)
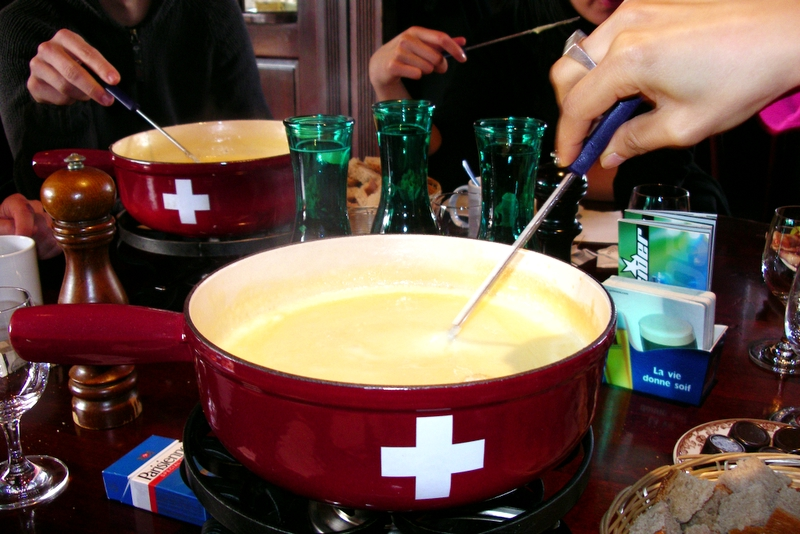
Fondue (Švýcarsko)

Jižní Evropa
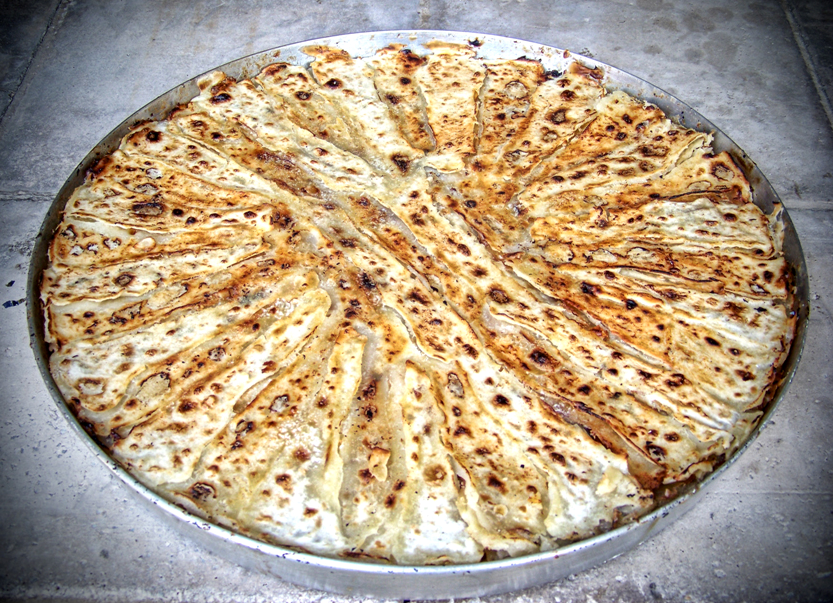
Flia (Albánie)
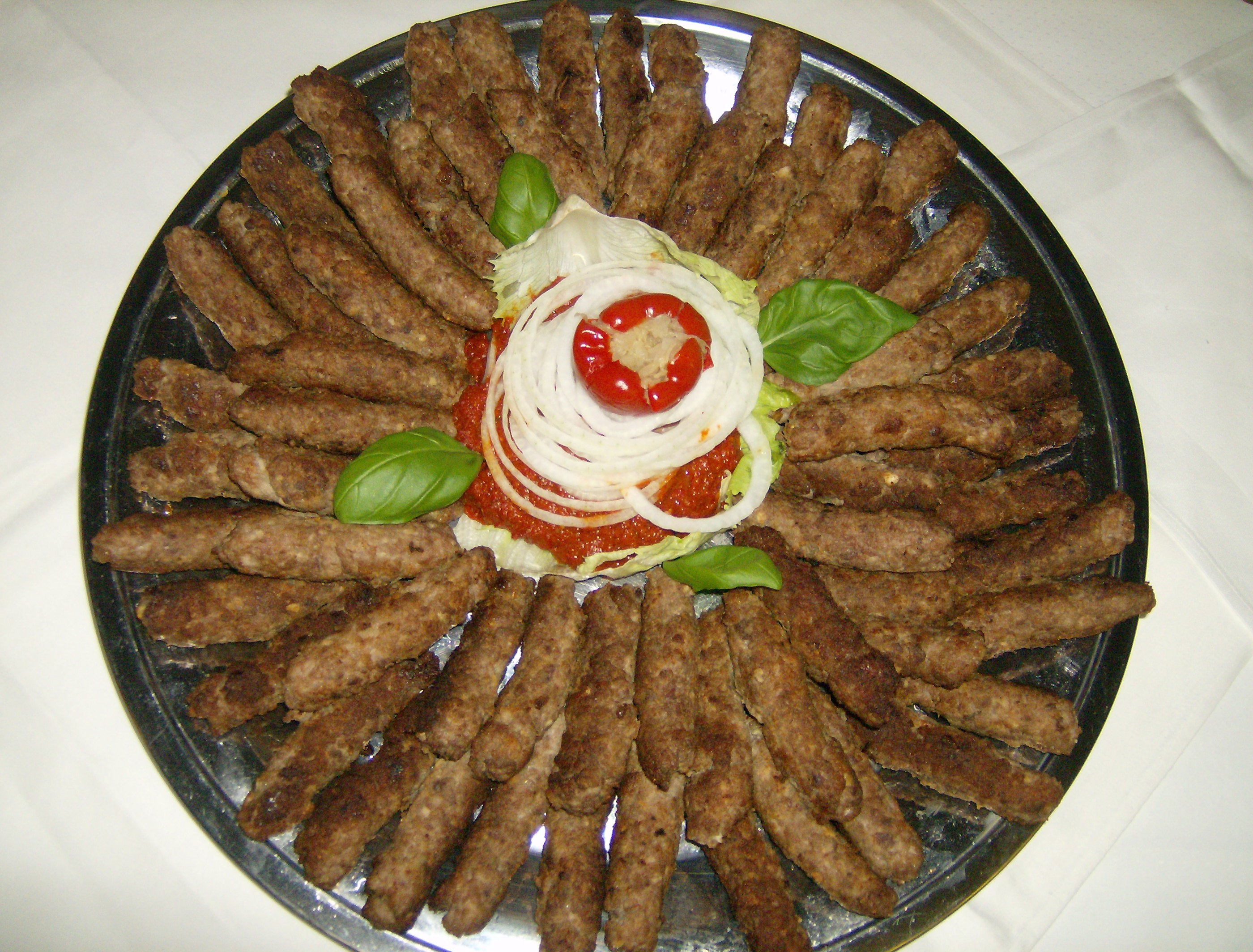
Čevabčiči (Balkán)
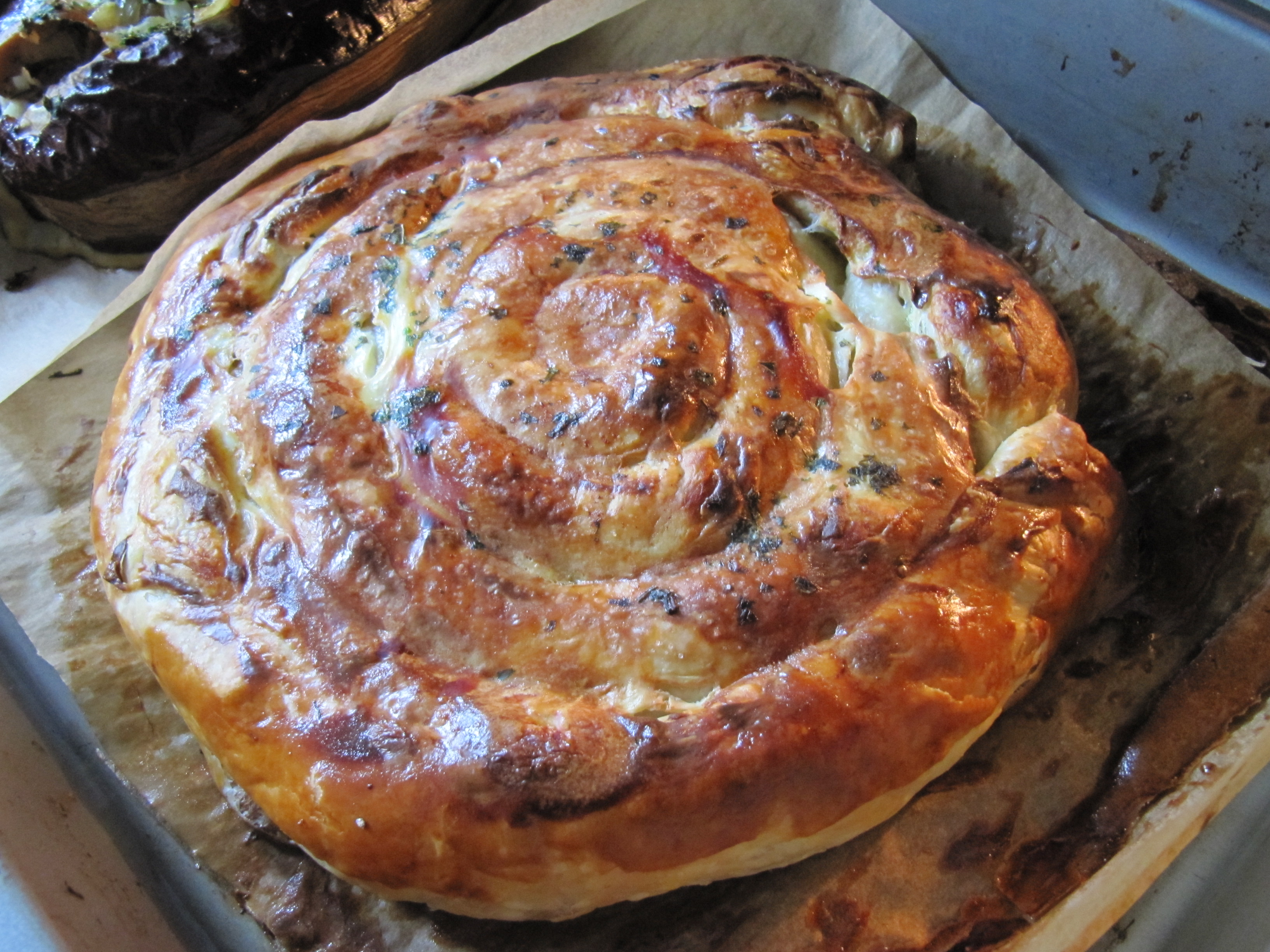
Banica (Bulharsko)
Souvla (Kypr)
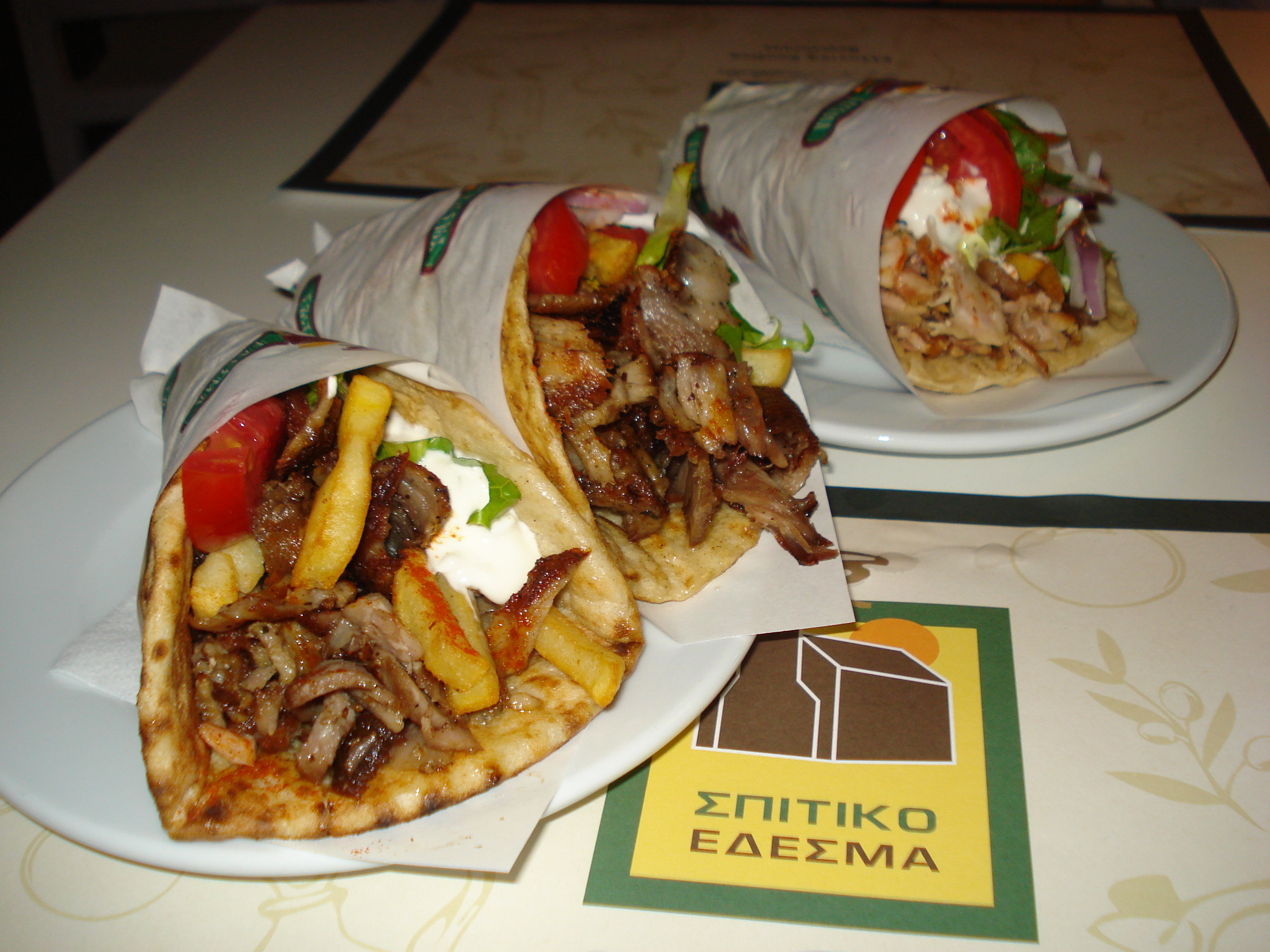
Gyros (Řecko)
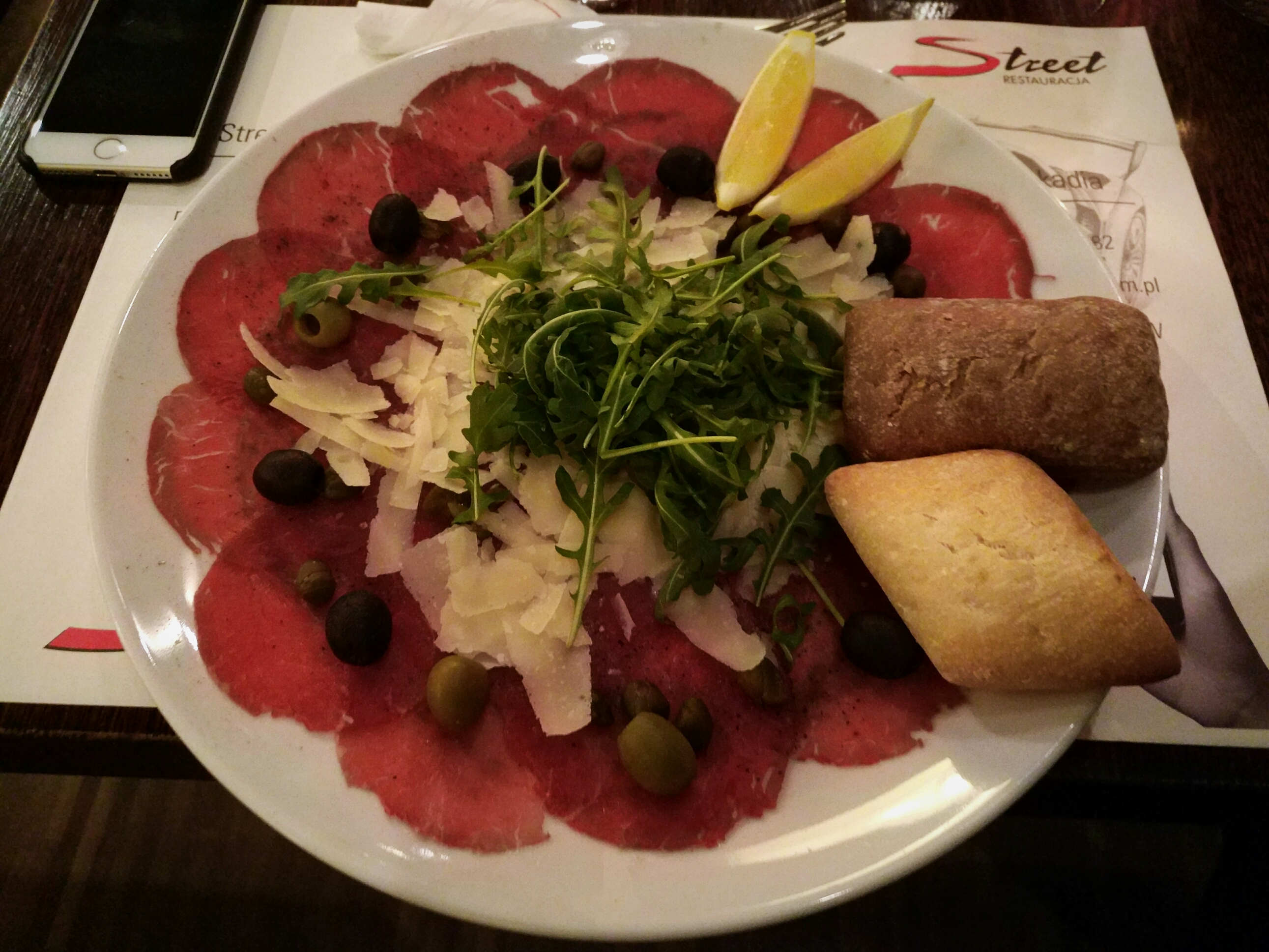
Carpaccio (Itálie)
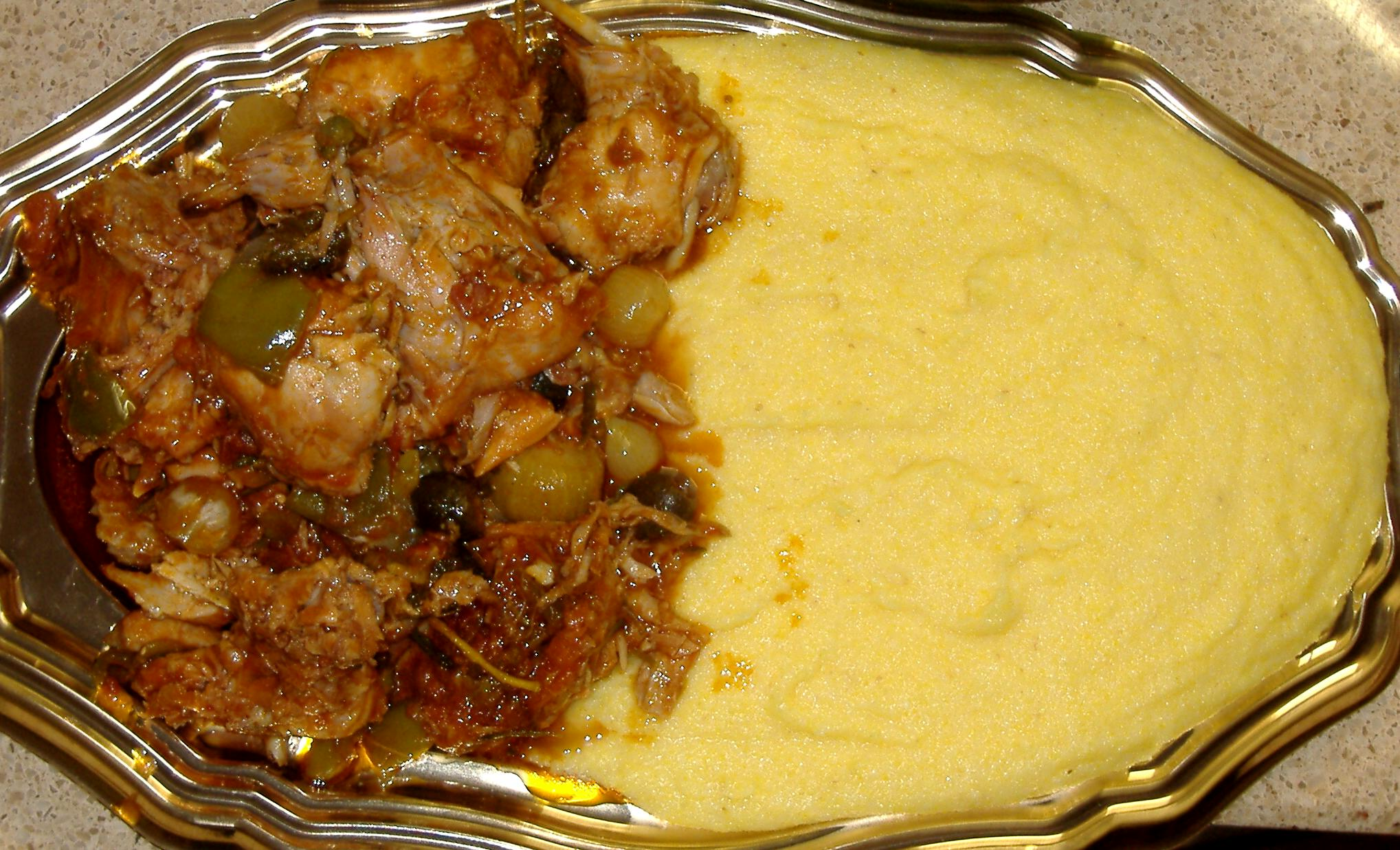
Polenta s králíkem (Itálie)
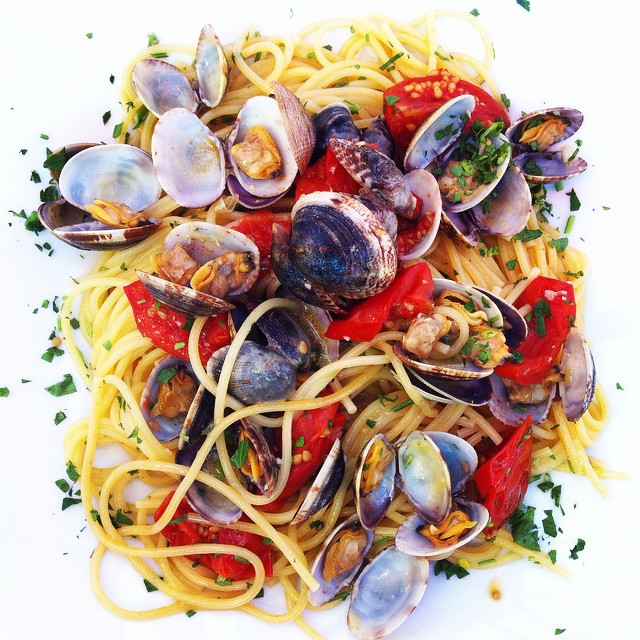
Spaghetti alle vongole (Itálie)
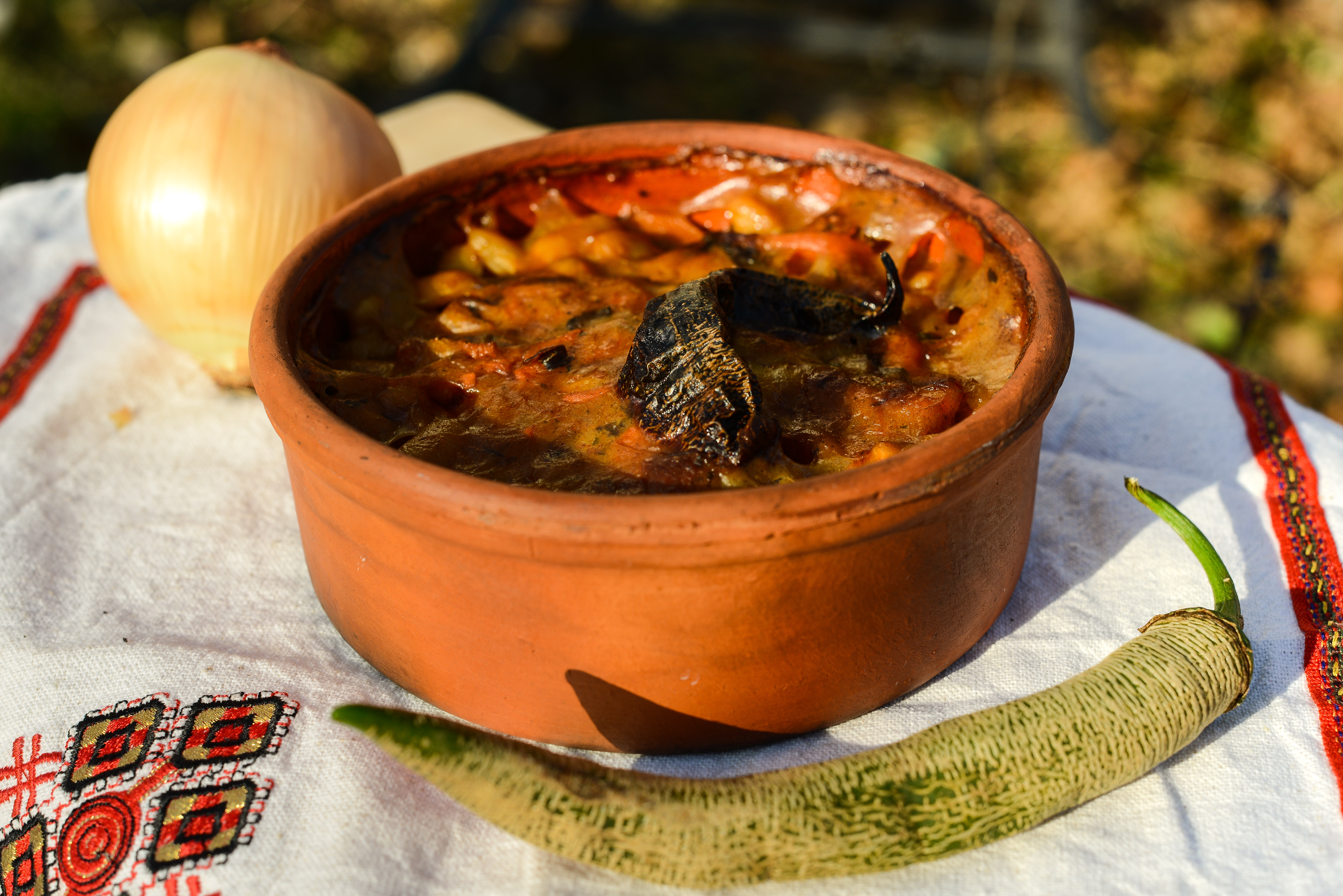
Tavče gravče (Makedonie)
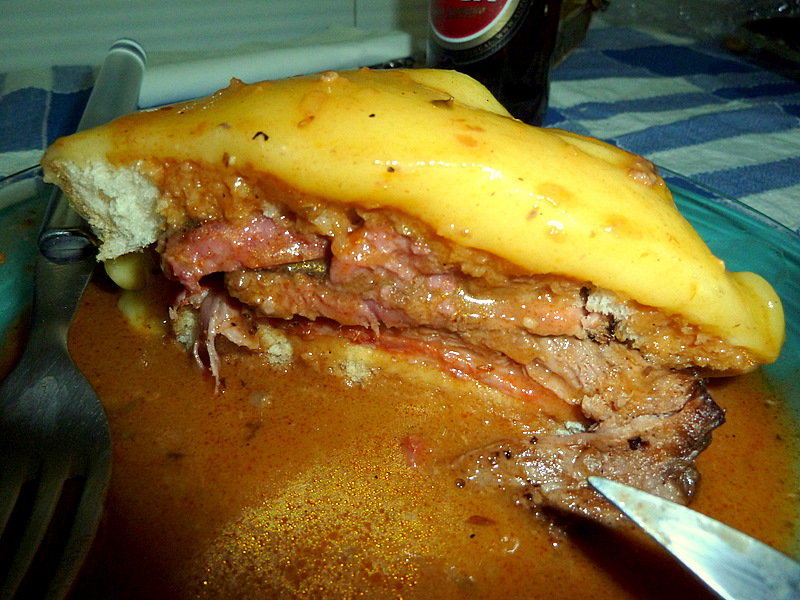
Francesinha (Portugalsko)
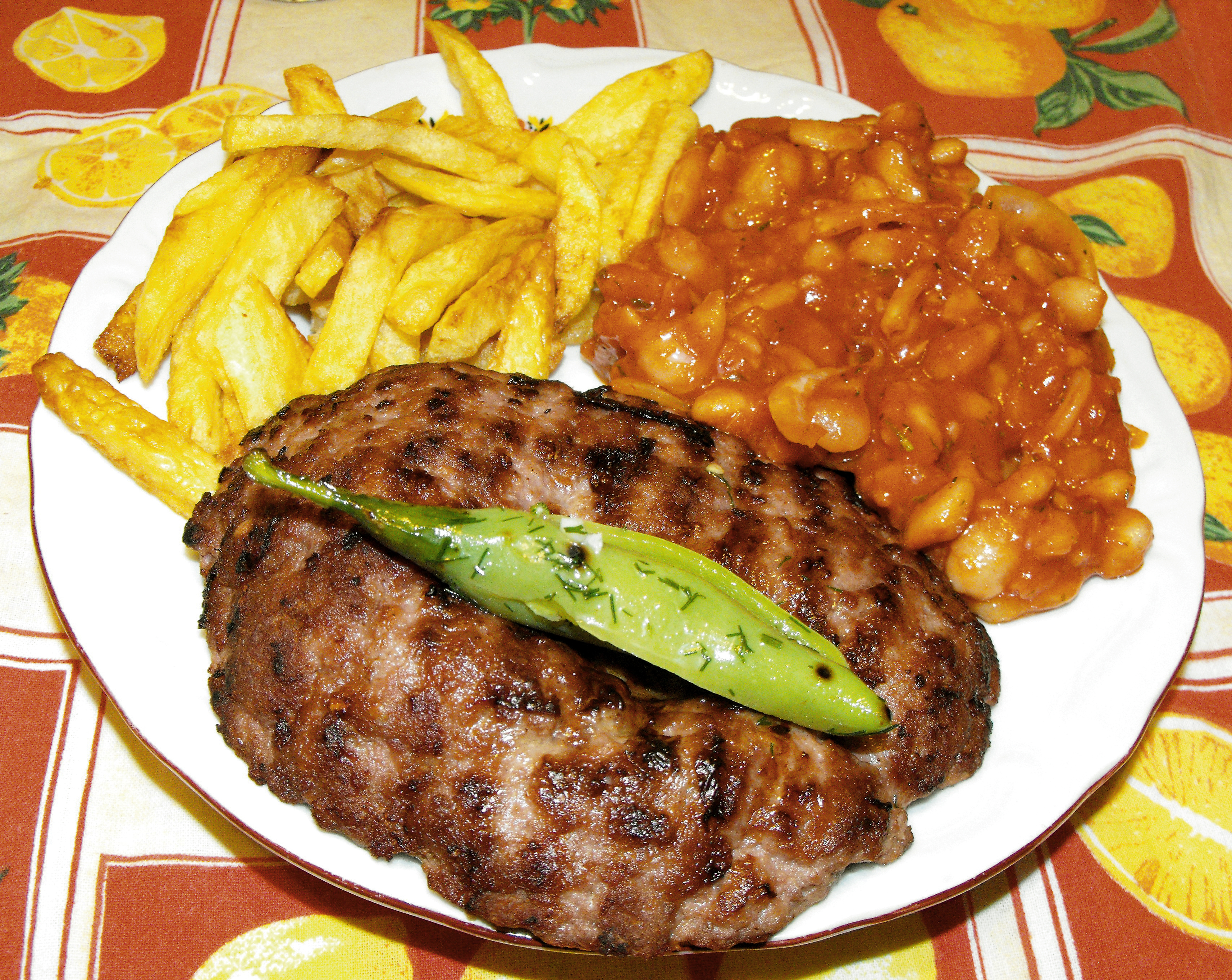
Pljeskavica (Srbsko)
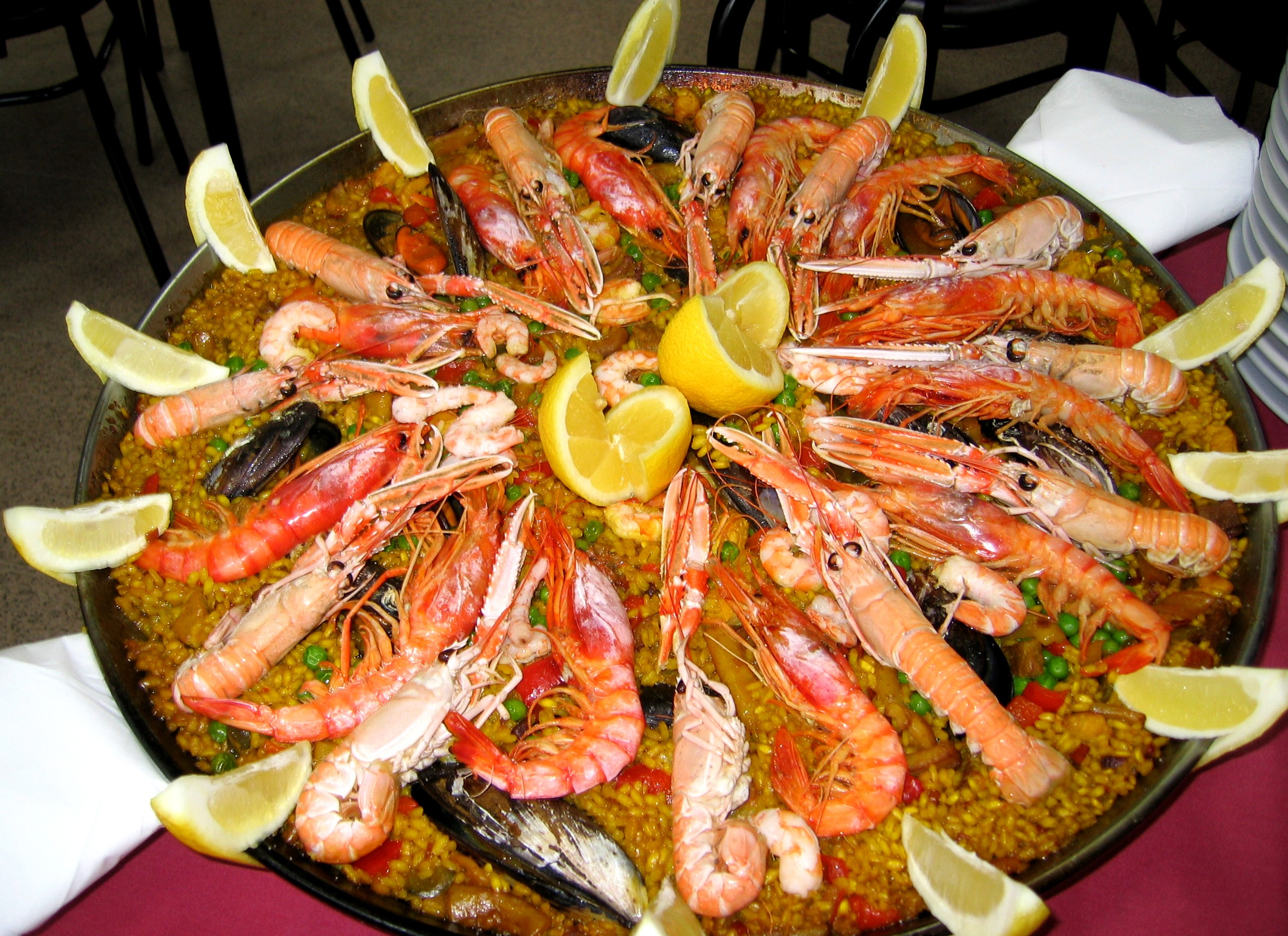
Paella (Valencie, Španělsko)
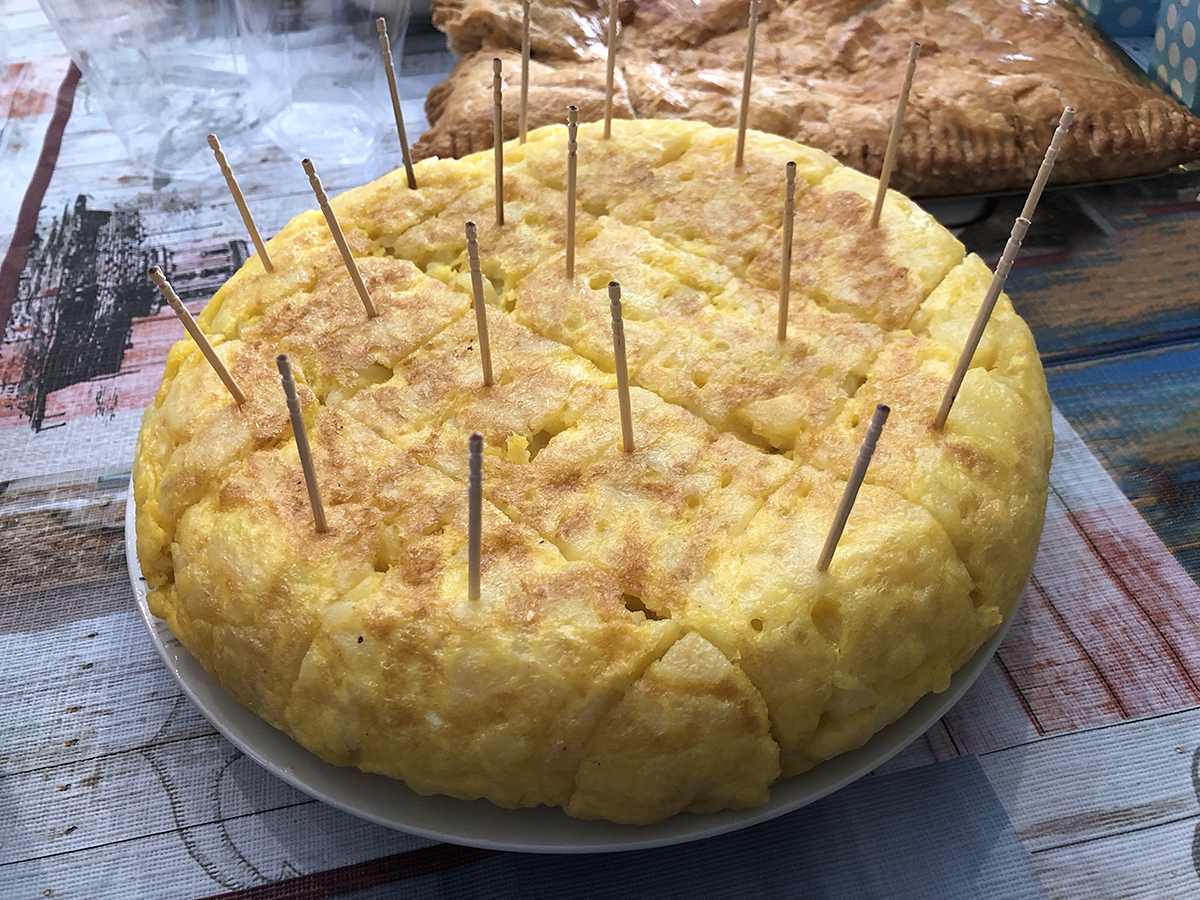
Tortilla de patatas (Španělsko)
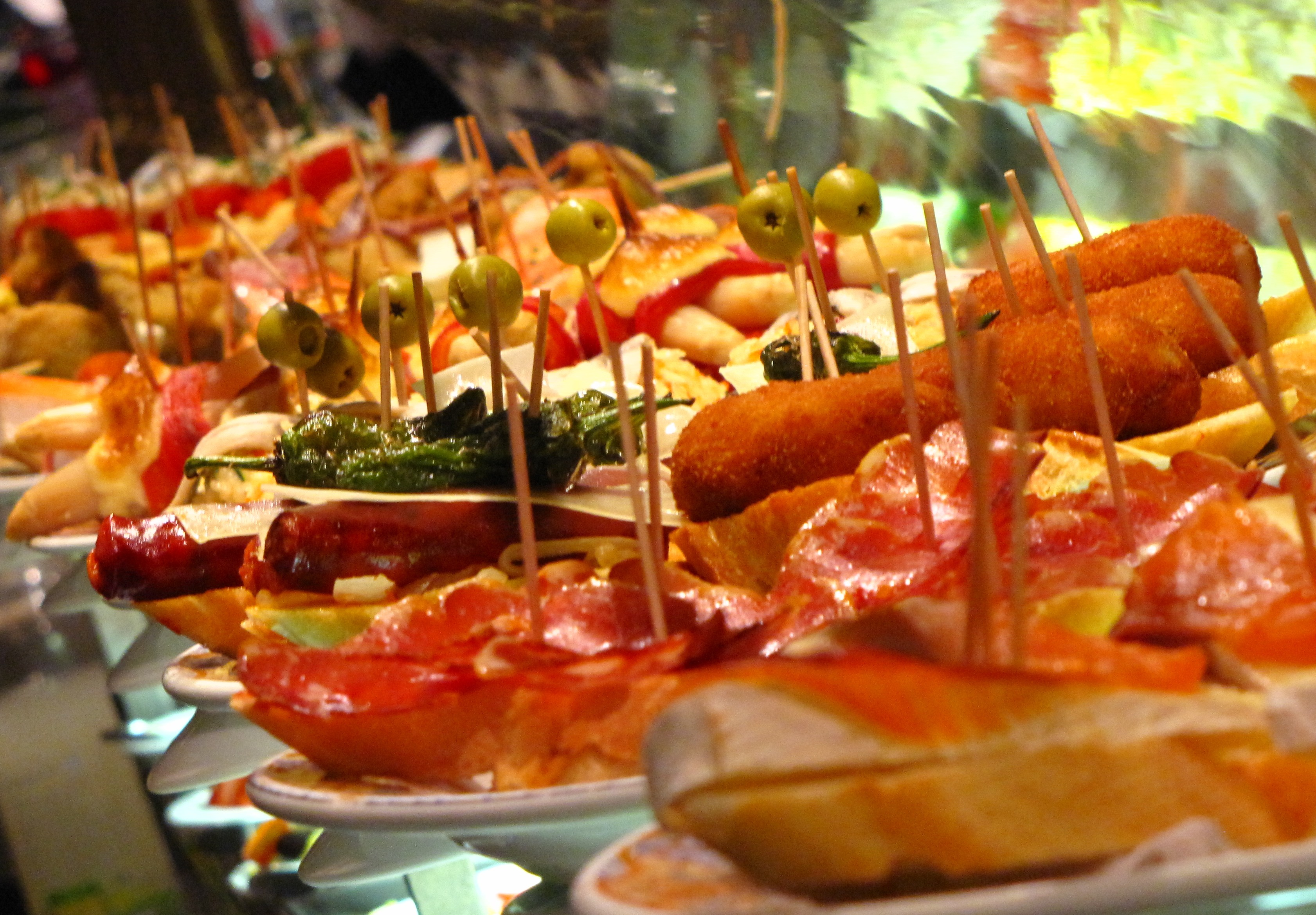
Tapas (Španělsko)
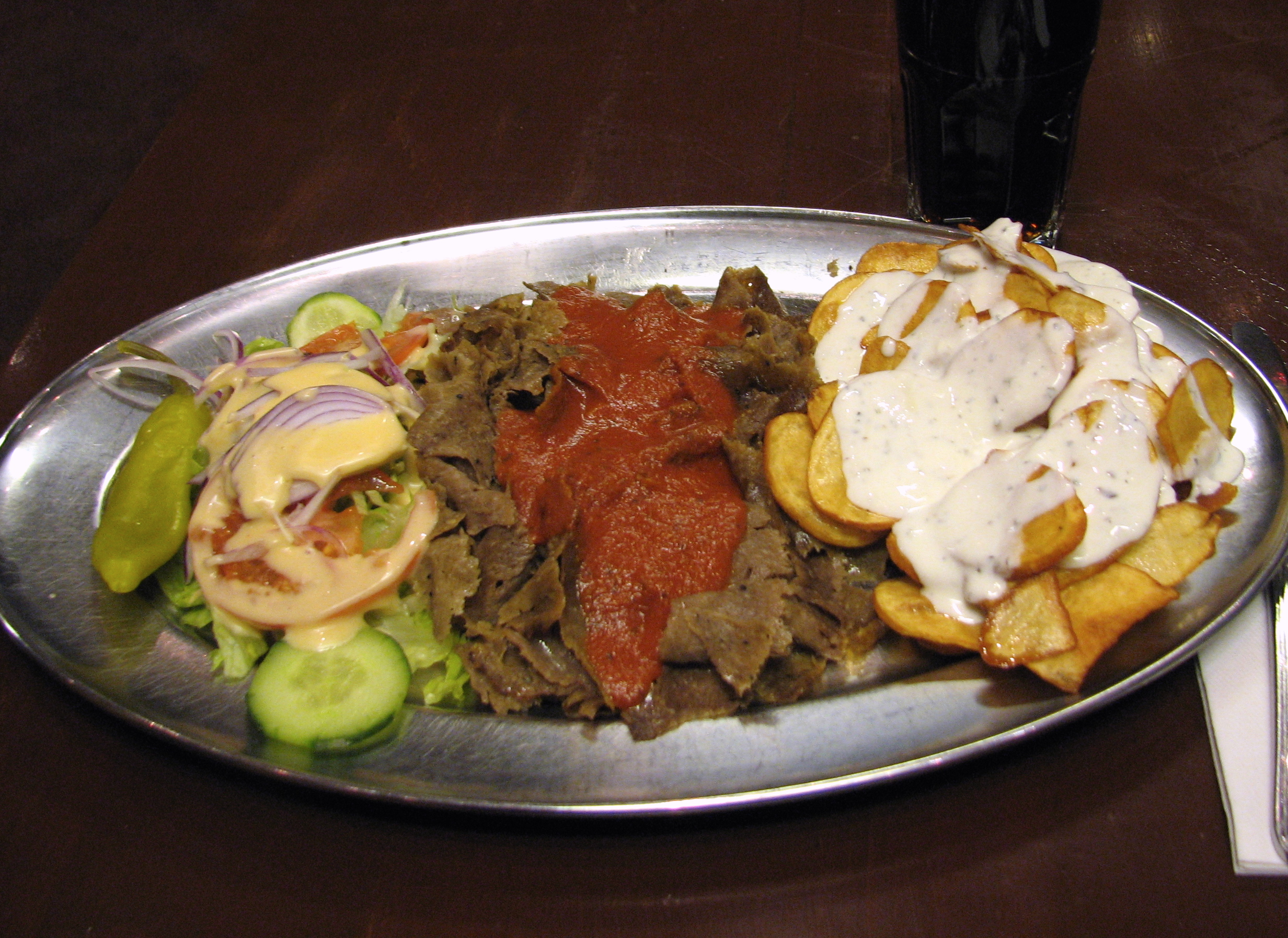
Doner kebab (Turecko)